# Vittorio Emanuele III di Savoia
Vittorio Emanuele III di Savoia (Vittorio Emanuele Ferdinando Maria Gennaro di Savoia; Napoli, 11 novembre 1869 – Alessandria d'Egitto, 28 dicembre 1947) è stato Re d'Italia dal 1900 al 1946, Imperatore d'Etiopia dal 1936 al 1943, Primo maresciallo dell'Impero dal 4 aprile 1938 e Re d'Albania dal 1939 al 1943. Abdicò il 9 maggio 1946 e gli succedette il figlio Umberto II, il quale rimase in carica per poco più di un mese.
Figlio di Umberto I di Savoia e di Margherita di Savoia, alla nascita ricevette il titolo di Principe di Napoli, nell'evidente intento di sottolineare l'unità nazionale, raggiunta da poco.
Il suo lungo regno (46 anni) vide, oltre alle due guerre mondiali, l'introduzione del suffragio universale maschile (1912) e femminile (1945), delle prime importanti forme di protezione sociale, il declino e il crollo dello Stato liberale (1900-1922), la nascita e il crollo dello Stato fascista (1925-1943), la composizione della questione romana (1929), il raggiungimento dei massimi confini territoriali dell'Italia unita e le maggiori conquiste in ambito coloniale (Libia ed Etiopia). Morì poco più di un anno e mezzo dopo la fine del Regno d'Italia.
Per le sue visite al fronte durante la prima guerra mondiale venne appellato "Re soldato".
Detenne un ruolo fondamentale nella fine della neutralità italiana e nell'entrata in guerra durante la prima guerra mondiale, nell'affermazione del fascismo, nelle guerre coloniali e nell'entrata in guerra durante la seconda guerra mondiale, nell'esautoramento di Mussolini a cui seguì la fuga da Roma dopo l'armistizio del 1943. Nel 1946 compì un tardivo tentativo di salvare la monarchia abdicando a favore del figlio ed optando per un autoesilio in Egitto. In Italia gli odonimi a lui dedicati sono 409 e sono distribuiti in maniera difforme.

## Biografia

### Infanzia e giovinezza

#### Primi anni ed educazione

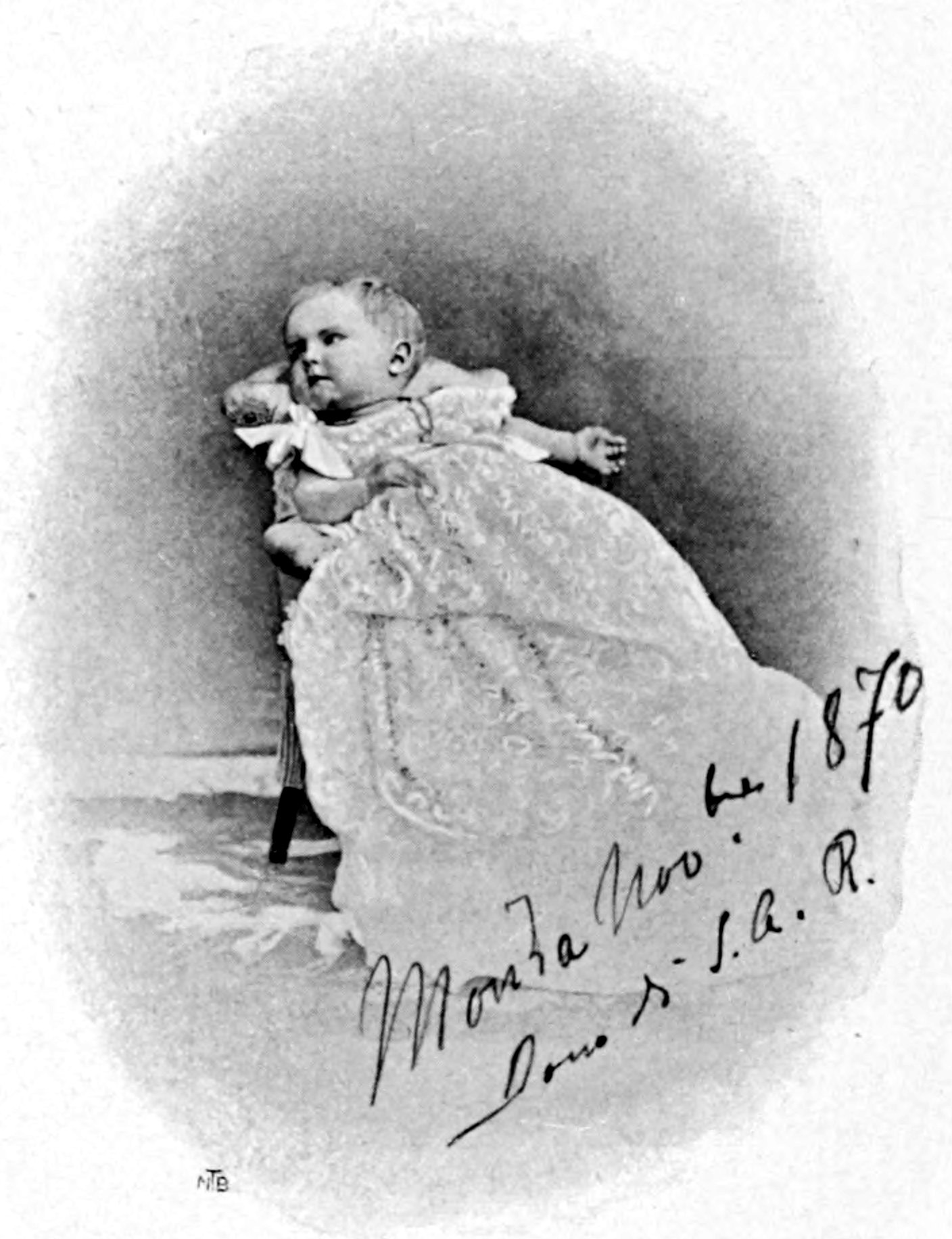
Vittorio Emanuele al compimento del primo anno di età, a Monza, novembre 1870

Vittorio Emanuele nacque a Napoli l'11 novembre 1869, dove i genitori si trovavano in visita. Oltre che con i nomi di Vittorio Emanuele Ferdinando, in onore dei nonni, sua madre Margherita volle che venisse battezzato anche con i nomi di Maria e Gennaro, in modo da distendere i rapporti con la Chiesa (all'epoca pessimi) e conquistare l'affetto dei sudditi napoletani.
Il giovane principe non ebbe un'infanzia molto felice: un po' perché la tradizionale educazione pedagogica di Casa Savoia, severa e di stampo militaresco, non favoriva l’espansività e gli slanci affettivi, un po' perché nessuno dei suoi genitori (con i quali gli era permesso desinare solo due volte a settimana) si occupò mai di lui. Dopo la nascita venne infatti affidato a una balia locale per l'allattamento, mentre per la sua prima educazione Margherita scelse una nurse irlandese di nome Elizabeth Lee, detta familiarmente "Bessie", vedova di un ufficiale britannico e soprattutto cattolica osservante.

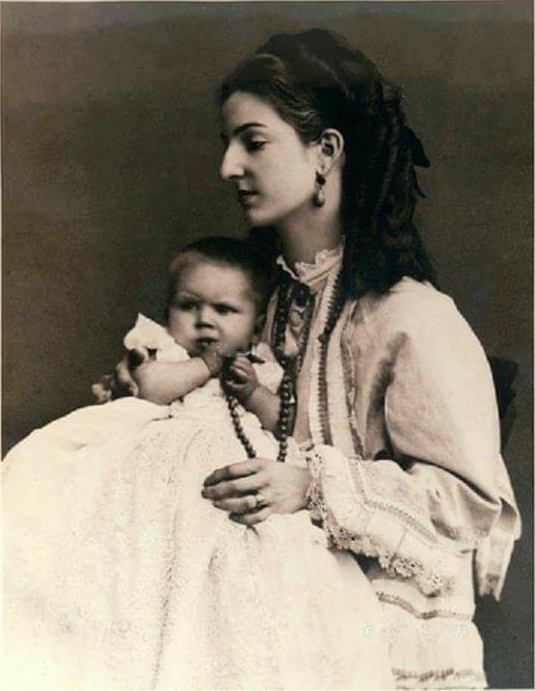
La regina Margherita e Vittorio Emanuele fotografati nel 1871

Ella rimase per quattordici anni assieme al giovane principe e fu probabilmente l'unica persona per la quale egli abbia mai sviluppato un affetto filiale. Inoltre Vittorio Emanuele soffriva tremendamente per le sue carenze fisiche e ciò lo portò a sviluppare un carattere schivo e riflessivo fino al limite del cinismo: sembra che una volta Margherita gli avesse proposto di passeggiare assieme per Roma ed egli rispose alla madre: «E dove vuoi andare a mostrarti con un nano?».
Per compensare le carenze fisiche, il giovane Vittorio sviluppò un amore quasi morboso per lo studio e il lavoro di scrivania: pare che a dieci anni fosse in grado di ricordare a memoria tutto l'albero genealogico e l'ordine di successione di Casa Savoia da Umberto Biancamano in giù.

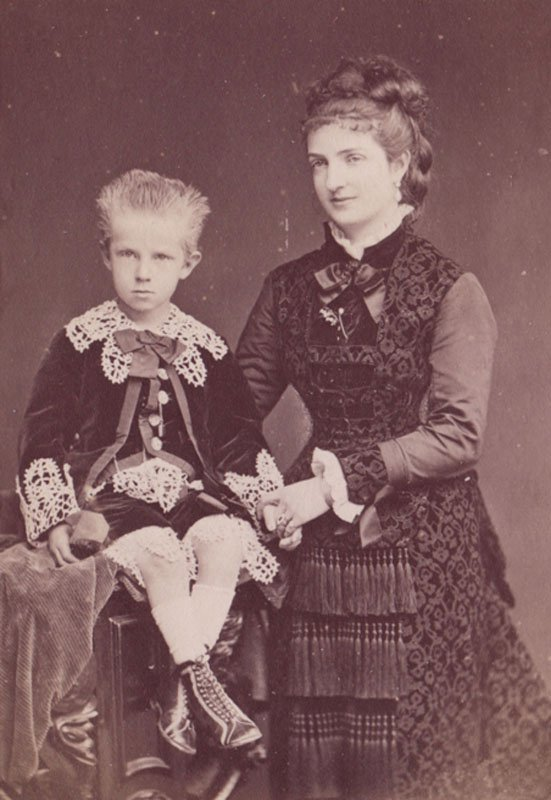
La regina Margherita con il Principe di Napoli nel 1877

A nove anni tornò in visita a Napoli con suo padre, da pochi mesi salito al trono, sua madre e il primo ministro Benedetto Cairoli. In carrozza, questi si accorse di dare la sinistra al principe e fece per cambiar di posto, ma Umberto lo trattenne. Fu per questa svista di cerimoniale che Cairoli poté interporre il proprio corpo fra quello del re e il pugnale del cuoco Passannante. Il piccolo principe ebbe la sua divisa di marinaretto imbrattata dal sangue di Cairoli ma, dicono, rimase impassibile, anche se poi viene detto che la sera scoppiò in un pianto dirotto tra le braccia della sua tata Bessie.
Figlio unico di cugini primi, crebbe nel tipico ambiente familiare sabaudo, rigido e militare; come suo precettore fu scelto, su suggerimento del principe di Germania Federico III, il colonnello di Stato Maggiore Egidio Osio, che era stato attaché militare all'ambasciata italiana a Berlino. Uomo molto duro, imperioso e abituato al comando, impresse al principe un'educazione sul modello prussiano del re in arme. Pare che appena insediato avesse detto al suo pupillo: «Si ricordi che il figlio di un re, come il figlio di un calzolaio, quando è asino è asino». Alcuni dicono che la severità di Osio ebbe effetti deleteri sul carattere del futuro sovrano, rendendolo ancora più insicuro e introverso; tuttavia questo fatto viene smentito anche dal rapporto di amicizia che il principe continuò a serbare con il suo precettore, intrattenendo una corrispondenza quasi giornaliera e difendendolo dalle accuse rivoltegli.

Vittorio Emanuele III di Savoia nel 1884 con l'uniforme della Nunziatella

Ebbe educazione accurata, comprendente tra l'altro la frequenza della prestigiosa Scuola militare Nunziatella di Napoli, che completò con lunghi viaggi all'estero. Elevato al rango regio, divenne solito frequentare le sedute d'inaugurazione dell'Accademia Nazionale dei Lincei, così come di altre associazioni di stampo scientifico, alle quali si avvicinava per i suoi interessi. Tra tutte le sue passioni, in ambito culturale, svettavano forse la numismatica, la storia e la geografia: la sua conoscenza in queste materie era riconosciuta ad alti livelli, anche fuori dal Regno (scrisse un trattato sulla monetazione italiana, il Corpus Nummorum Italicorum). In più occasioni Vittorio Emanuele venne chiamato, in virtù della sua profonda conoscenza in campo geografico, come mediatore nei trattati di pace. Venne riconosciuto come arbitro per la disputa territoriale dell'isola di Clipperton tra Francia e Messico e per la disputa del Pirara.
Al di fuori degli impegni istituzionali, risiedeva nei soggiorni piemontesi nei castelli di Racconigi e di Pollenzo. Qui, secondo i resoconti ufficiali di corte, praticava la lettura e l'agricoltura, studiando le tecniche che l'avrebbero portato a fondare a Roma l'Istituto internazionale di agricoltura.
Estimatore di William Shakespeare, parlava quattro lingue, tra cui il piemontese e il napoletano, ma non amava né il teatro, né i concerti.

#### Congedo da Osio e periodo napoletano

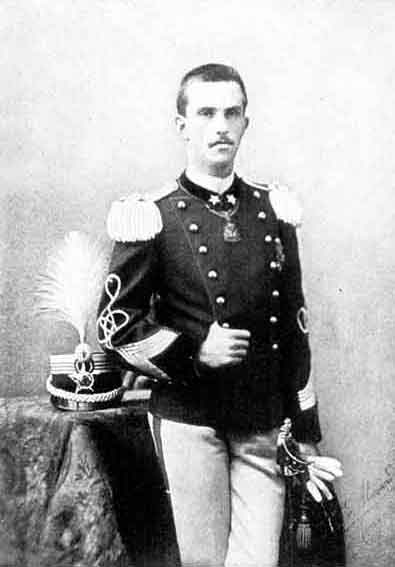
Il principe ereditario Vittorio Emanuele a Napoli, 1890 circa

Al compimento dei vent'anni, Vittorio Emanuele prese congedo dal colonnello Osio, essendo ormai diventato maggiorenne e pari grado del suo precettore, con il quale continuò tuttavia a mantenere una corrispondenza quasi giornaliera. Per fargli fare pratica di comando, fu assegnato al 1º Reggimento fanteria "Re" a Napoli, dove rimase per ben cinque anni. In quel di Napoli strinse amicizia con il principe Nicola Brancaccio, che riuscì a vincere la ritrosia e la timidezza del giovane Vittorio Emanuele, instradandolo alla vita notturna napoletana fatta di teatri non propriamente "rispettabili" e camerini delle attrici.
Per il giovane principe il periodo napoletano fu forse il più felice della sua vita: imparò a parlare fluentemente il napoletano ed ebbe anche diverse amanti, tra cui la baronessa Maria Barracco (pare che dalla relazione sia nata pure una figlia), anche se la sua preferenza andava alle attrici e alle ballerine. Nel suo ruolo di comandante dimostrò una rigidità sfociante nella pignoleria, tanto che, stando alle sue lettere a Osio, risultò essere una vera e propria bestia nera per i propri sottoposti; in una lettera scrisse: «Il mio Plotone di Allievi Ufficiali ha raggiunto il numero di 104 allievi; fra breve saranno 103 perché ne ho scacciato uno per aver rubato ad un compagno; sono convinto della necessità di spaventarli sui primordi.»

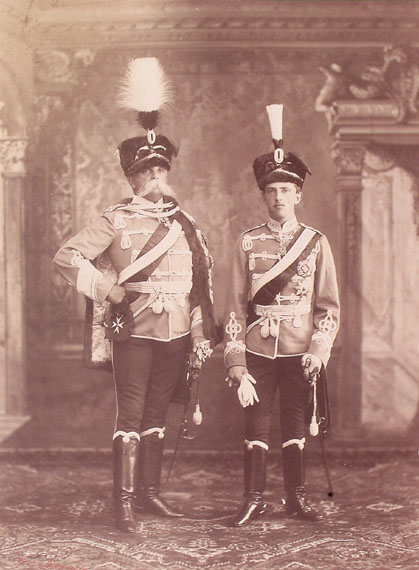
Umberto I di Savoia con il figlio Vittorio Emanuele nel 1893

Probabilmente l'unico più pignolo di lui era il suo comandante, il generale Giuseppe Ottolenghi di Sabbioneta, che non perdeva occasione per strapazzare il principe su eventuali mancanze di forma e ciò dava a Vittorio l'estro per affibbiare al suo superiore (di origine israelitica) nomignoli come “Giuseppe l'Ebreo" o "Povero Maccabeo". Tuttavia non si trattava di antisemitismo, quanto di una piccola ripicca personale verso il proprio superiore.
Un fatto poco noto ai più è che durante il suo periodo di stanza a Napoli entrò in conflitto con un suo parigrado che all'epoca comandava il 10º Reggimento dei Bersaglieri: quel colonnello era Luigi Cadorna e tra i due nacque una feroce antipatia che durò tutta la vita e che ebbe evidenti conseguenze vent'anni dopo, durante la Grande Guerra.

### Matrimonio
La questione del matrimonio del giovane principe divenne oggetto di estrema preoccupazione per Umberto I di Savoia e Margherita: nessun Savoia era giunto alla soglia dei venticinque anni scapolo, ma Vittorio non mostrava alcun'intenzione di sposarsi. Questo divenne un caso di importanza internazionale all'interno della Triplice Alleanza, di cui l'Italia faceva parte: lo stesso kaiser Guglielmo II s'interessò al caso e, approfittando di una visita a Berlino di Vittorio, affrontò il giovane principe di petto, redarguendolo: «Perché non vi decidete a prendere moglie?» e in quel frangente il principe, seppur così giovane, dimostrò tutta la sua caparbietà, tenendogli testa e dicendogli di non impicciarsi dei suoi affari.
La corte sabauda fece un tentativo di combinare un fidanzamento con la principessa Maud del Galles, figlia terzogenita di Edoardo VII del Regno Unito, ma le trattative fallirono per l'opposizione della regina Margherita, la quale, dimostrandosi persino più intransigente del papa, voleva che la fanciulla abiurasse la sua fede anglicana prima delle nozze con suo figlio. Alcuni, tra cui il ministro Brin, sospettavano che in realtà la questione religiosa fosse una scusa, in quanto la regina non voleva che la futura nuora offuscasse la sua celebrata bellezza. Neppure il tentativo di fidanzamento con la principessa danese Luisa di Schleswig-Holstein-Sonderburg-Glücksburg andò a buon fine, questa volta per l'opposizione dello stesso principe ereditario: egli infatti non voleva sentire parlare di matrimoni combinati, soprattutto perché il risultato di queste unioni (spesso tra consanguinei) lo vedeva ogni mattina davanti allo specchio e ne era così conscio che non aveva difficoltà di fronte al generale Porro, suo Capo di Stato Maggiore, ad ammettere con schiettezza: «Ch'am varda nen. A sa ben che mi i son fòtu 'ntle gambe!».

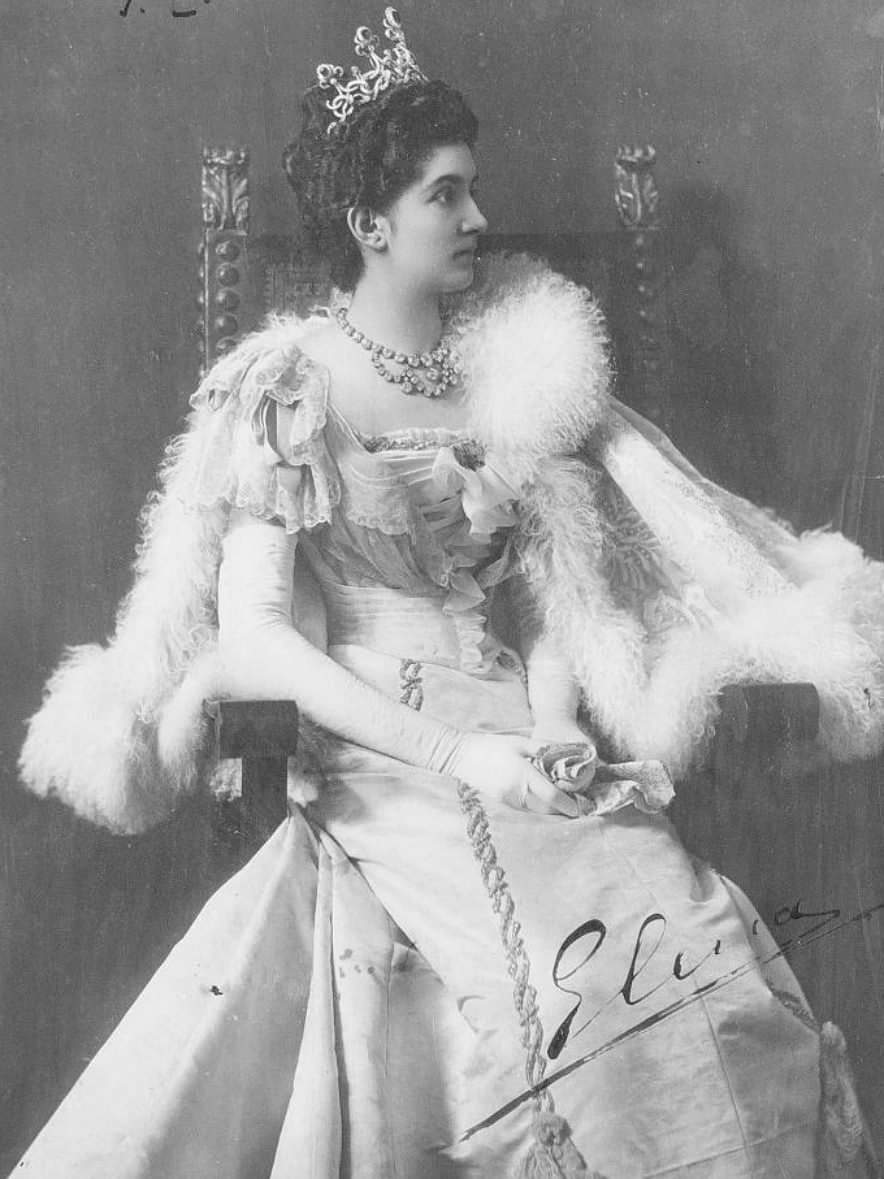
Elena del Montenegro nel 1897

Al fine di scongiurare un simile rischio, venne combinato il matrimonio tra il ventisettenne principe di Napoli e una principessa montenegrina, Elena, la cui famiglia era molto legata, da vincoli politici e familiari, alla Corte di San Pietroburgo. Allo stesso tempo, il matrimonio con un'esponente della più antica famiglia autoctona di principi balcanici, nonostante la relativa povertà e l'inferiorità del lignaggio, se comparato a quello sabaudo, rafforzava la politica italiana nelle regioni al di là dell'Adriatico. Tuttavia furono non pochi negli ambienti di corte e politici a storcere il naso a questa unione, considerando che i Savoia erano la più antica dinastia europea dopo gli Hohenzollern, mentre Nicola I del Montenegro proveniva da una dinastia recente e meno rilevante.
Il fidanzamento tra Vittorio ed Elena fu una vera e propria "congiura", alla quale parteciparono praticamente tutte le case regnanti europee, e l'unico a esserne all'oscuro fu proprio il giovane principe. Il primo incontro tra i due avvenne a Venezia nel 1895, durante l'inaugurazione dell'Esposizione Internazionale dell'arte: per sicurezza Elena era stata fatta accompagnare dalla sorella Anna, nell'eventualità che Vittorio preferisse l'una all'altra. Tuttavia la preferenza del principe andò proprio a Elena, che era riuscita a colpirlo con la sua bellezza slava e gli occhi da "daina ferita". Il secondo incontro tra i due avvenne tredici mesi dopo a Mosca, durante i festeggiamenti per l'incoronazione dello zar Nicola II, e finalmente il giovane Vittorio si dimostrò veramente interessato alla giovane Elena, tanto che decise di parlarne ai suoi genitori. Naturalmente il principe non sapeva nulla della congiura ai suoi danni ed era timoroso che Umberto e Margherita s'incollerissero per questa sua infatuazione; invece, con somma sorpresa di Vittorio, i genitori non solo non s'arrabbiarono, ma furono talmente felici da gettargli pure le braccia al collo in un raro momento di tenerezza.

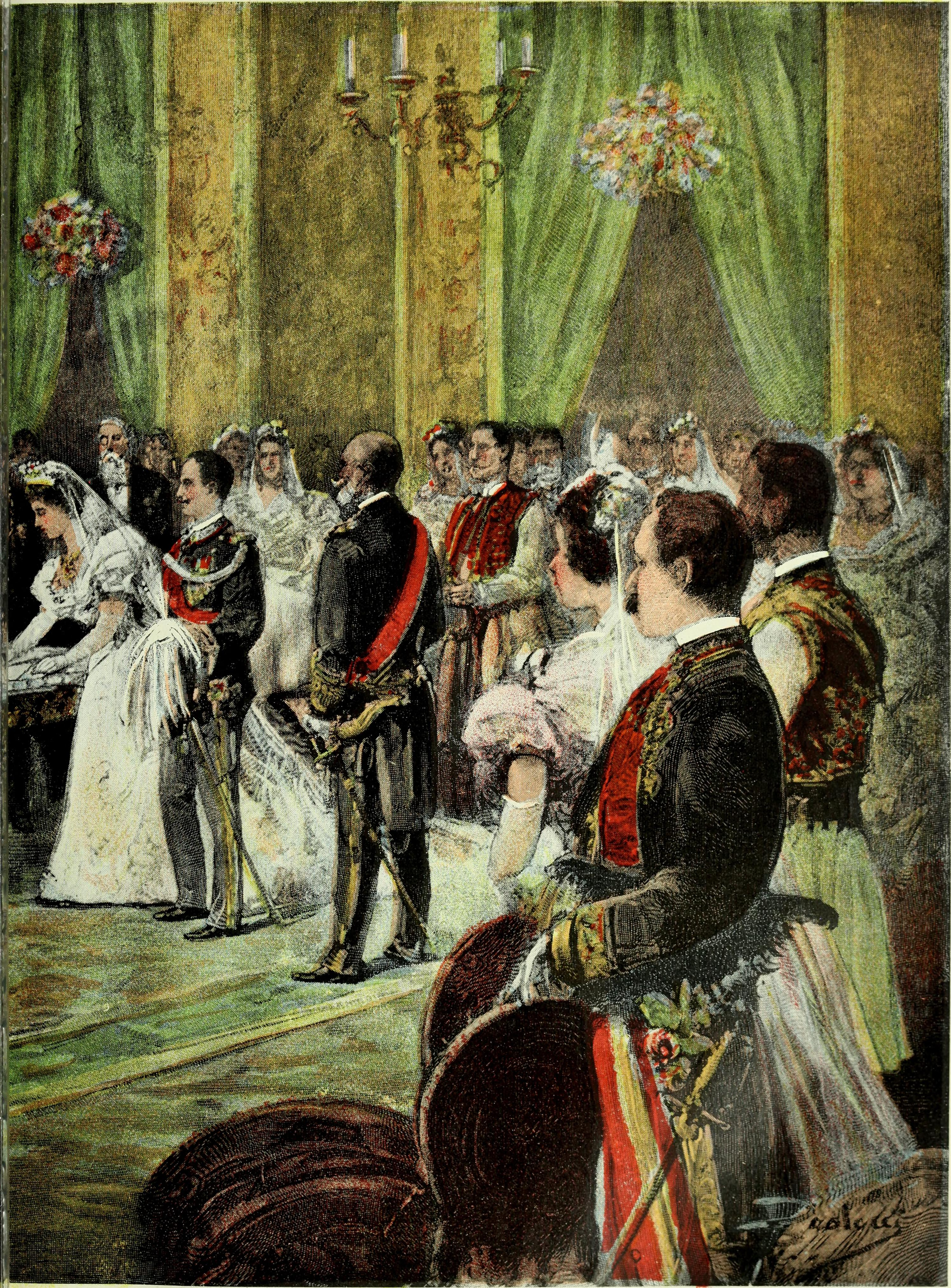
Il matrimonio di Vittorio Emanuele ed Elena del Montenegro in un'illustrazione del giornale La Mujer

Il matrimonio, per nulla sfarzoso, fu celebrato al Quirinale con rito civile, seguito da quello religioso cattolico nella basilica di Santa Maria degli Angeli e dei Martiri il 24 ottobre 1896. A celebrare le nozze fu monsignor Piscicelli, Gran Priore di Bari. Per commemorare l'evento fu previsto un francobollo, noto come "Nozze di Vittorio Emanuele III", che però non venne mai distribuito e del quale esistono, al giorno d'oggi, 100 esemplari in tutto. Al suo arrivo in Italia, il 19 ottobre 1896, Elena del Montenegro aveva abiurato il credo ortodosso, sua fede d'origine, e professato il credo cattolico nella basilica di San Nicola di Bari.
La coppia, felicissima dal lato affettivo, tardò ad avere figli. Dopo quattro anni nacque la principessa Jolanda (1901), che nel 1923 sposerà, non senza iniziali impedimenti per la disparità di nobiltà, il conte Giorgio Carlo Calvi di Bergolo. Dopo la nascita di Mafalda (1902), che sposerà nel 1925 il langravio Filippo d'Assia, arrivò l'atteso erede maschio, Umberto (1904), Principe di Piemonte, che nel 1930 sposerà Maria José del Belgio. La quartogenita, Giovanna (1907), sposerà nel 1930 Boris III di Bulgaria e, infine, l'ultimogenita, Maria Francesca (1914), sposerà nel 1939 il principe Luigi di Borbone-Parma.

### Ascesa al trono e orientamento politico
La notizia dell'assassinio del padre Umberto I di Savoia, ucciso il 29 luglio 1900 a Monza per opera dell'anarchico pratese Gaetano Bresci, giunse a Vittorio Emanuele mentre si trovava in crociera nel Mediterraneo con la moglie Elena del Montenegro: fino ad allora il Principe di Napoli aveva considerato la propria ascesa al trono ancora lontana, data l'età del padre, che al momento del regicidio aveva 56 anni.

Il giovane re si mise subito all'opera e, appena due giorni dopo la morte del padre, convocò il Presidente del Consiglio Giuseppe Saracco per un colloquio, del quale lo stesso lasciò un dettagliato resoconto: Saracco era appena uscito dalla camera ardente del defunto re, quando Vittorio Emanuele lo convocò nel suo studio; senza dargli tempo di pronunciare le solite parole di cordoglio, il nuovo re gli mostrò le carte che si ammucchiavano sul tavolo. Erano decreti su cui il padre non aveva fatto in tempo ad apporre la firma, ma che secondo lui andavano poco d'accordo con la Costituzione. Saracco replicò che la valutazione di costituzionalità non era competenza del re, il quale doveva limitarsi a firmare come sin allora aveva sempre fatto. Il giovane re però rispose 

Saracco, che oltre tutto passava per un grande esperto di Diritto, si sentì offeso e offrì seduta stante le dimissioni. Vittorio Emanuele fece finta di non sentire, ma insistette che i decreti, prima che alla firma, gli fossero portati in lettura. Dopodiché spiegò al presidente come concepiva i doveri suoi e quelli altrui. 
Il 2 agosto 1900, a pochi giorni dal regicidio, nel suo primo discorso alla nazione il nuovo re elencava i capisaldi della sua visione politica.

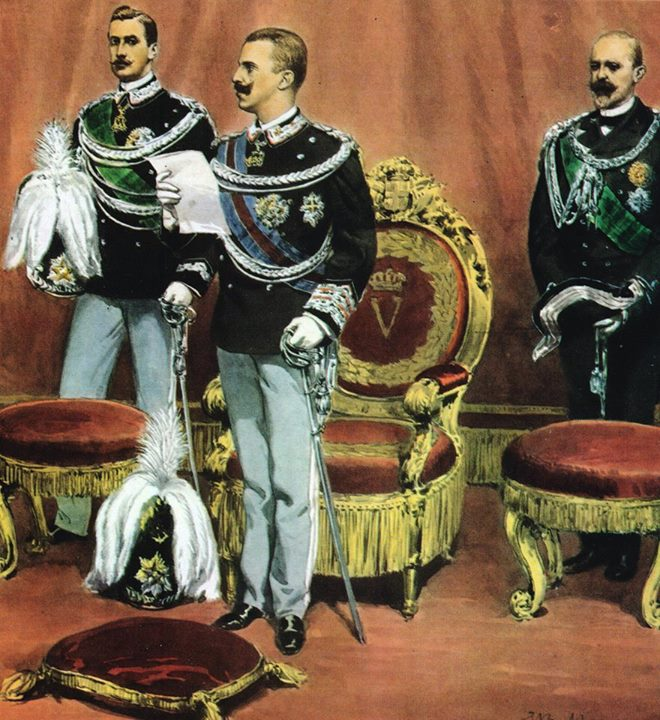
Giuramento di Vittorio Emanuele III prestato a Palazzo Madama

L'11 agosto giurò fedeltà allo Statuto nell'aula del Senato, davanti al presidente Giuseppe Saracco e ai due rami del Parlamento, disposto alle sue spalle. Nel discorso, scritto di proprio pugno, il nuovo re delineava una politica conciliante e parlamentarista: 
(Discorso di Vittorio Emanuele III in occasione del suo giuramento, 11 agosto 1900)
 Dopo l'incoronazione, il neo-re ordinò a Guido Cirilli la progettazione e la costruzione di una cappella commemorativa al padre, da erigersi nel luogo in cui era stato assassinato; facendo questo, il re Vittorio Emanuele III fece abbattere la sede della Società Ginnastica Monzese Forti e Liberi di Monza e la fece ricostruire dall'altro lato di viale Cesare Battisti.
Infine, la riconciliazione nazionale voluta dal sovrano prese forma con il Regio Decreto 11 novembre 1900, n. 366, nel quale il re concedeva l'amnistia per i reati di stampa e per i delitti contro la libertà di lavoro e condonava la metà delle pene irrogate per i moti popolari del 1898. Nel 1901 venne emessa la prima serie di francobolli, che inaugurò le lunghe emissioni filateliche del suo regno; tale serie, detta "Serie Floreale 1901", portava intrinsecamente la novità di usare il nuovo stile detto Liberty, che negli anni a venire fu appunto italianizzato in "Floreale".

#### Politica estera: tra Triplice Alleanza e nuove intese
Secondo la tradizione sabauda e nel rispetto delle prerogative statutarie, Vittorio Emanuele III esercitò una rilevante azione nel campo della politica estera e militare. Salutato da molti osservatori come "antitriplicista", egli, pur mantenendosi nel solco della Triplice, sostenne il riavvicinamento alle altre Potenze escluse dall'alleanza e contro le quali essa potenzialmente era stata costituita: la Russia, che ostacolava i disegni di espansione austriaci, e la Francia, di cui i tedeschi temevano il desiderio di rivincita.

#### Riavvicinamento alla Francia
La normalizzazione dei rapporti con la Repubblica francese era cominciata qualche anno prima dell'ascesa al trono di Vittorio Emanuele, con la firma delle tre convenzioni tra l'Italia e la Tunisia del 30 settembre 1896 e successivamente con l'accordo commerciale italo-francese del 21 novembre 1898, che poneva termine alla guerra doganale tra le due potenze. Nel dicembre del 1900, con lo scambio di note Visconti Venosta-Barrère, il governo italiano ottenne un primo riconoscimento francese del suo interesse per la Tripolitania-Cirenaica. L'accordo ebbe l'effetto di svuotare la Triplice Alleanza di una parte del suo contenuto, legato al contrasto italo-francese nel Mediterraneo.
L'accordo venne rinforzato nel luglio del 1902 dallo scambio di note Prinetti-Barrère, che impegnava le due potenze a mantenersi neutrali nel caso di conflitto con altre Potenze. Il ravvicinamento italo-francese fu suggellato dalla visita a Parigi di Vittorio Emanuele, insignito della Legion d'onore dal presidente Émile Loubet, nell'ottobre del 1903, ricambiata a Roma nel 1904.
La politica estera italiana disegnava così un sistema che avrebbe reso meno rigida la divisione tra "blocchi di potenze" che avrebbe portato alla deflagrazione del conflitto mondiale: in questo contesto, si spiega il comportamento italiano alla conferenza di Algeciras sul Marocco del 1906, in cui il rappresentante italiano Visconti Venosta fu istruito a non appoggiare la Germania di Guglielmo II.

#### Russia e Balcani

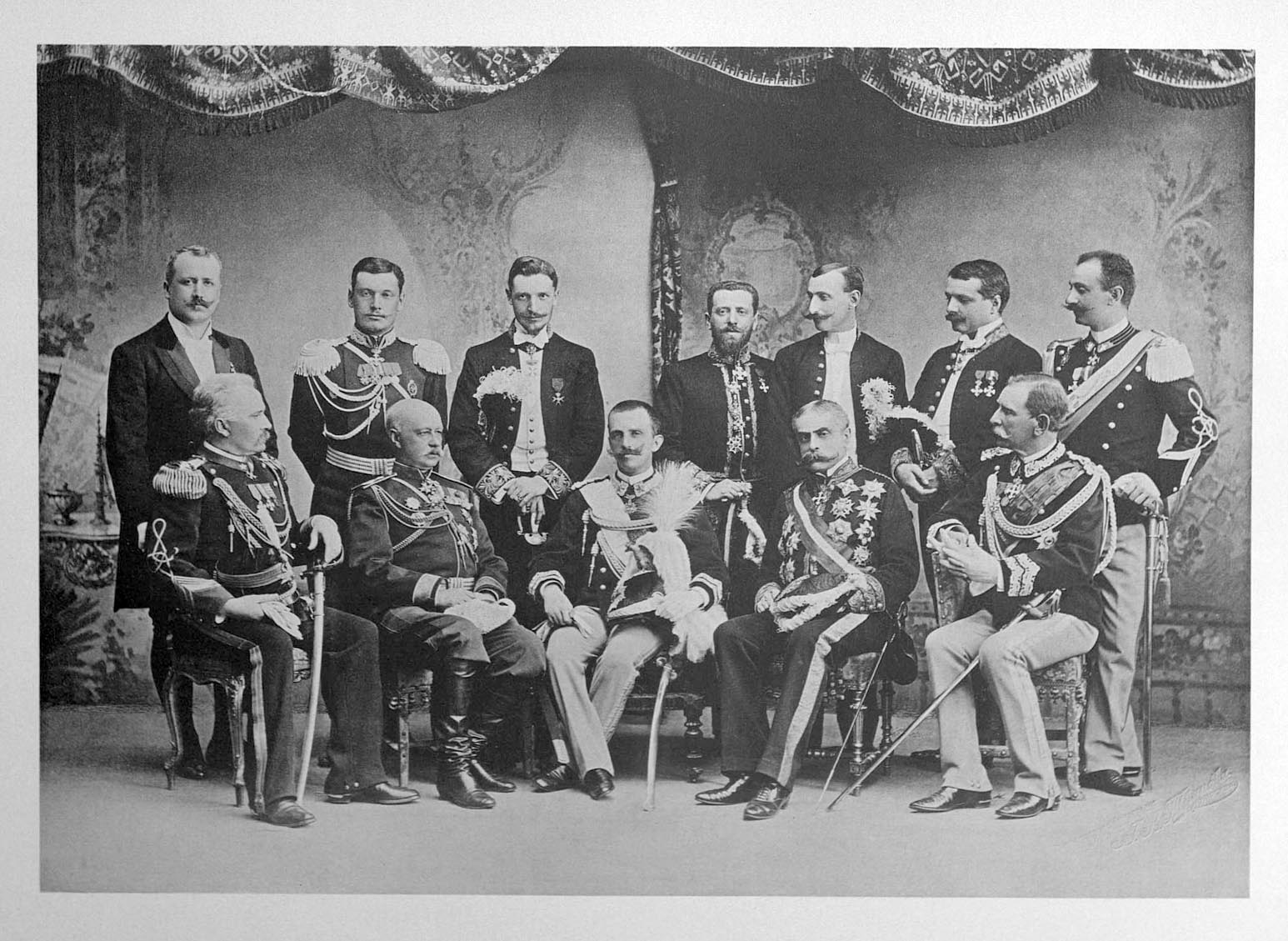
Ambasciata italiana con il Principe di Napoli (Vittorio Emanuele III) al centro, circondato da dignitari e ambasciatori presenti all'incoronazione dello zar Nicola II di Russia

Lo stabilirsi di buoni rapporti con la Russia, di cui la più evidente manifestazione di ravvicinamento era stata in età umbertina il matrimonio di Vittorio Emanuele con Elena di Montenegro, era il necessario corollario delle direttrici di politica estera nell'area balcanica, il cui status quo, che almeno formalmente la Triplice s'impegnava a mantenere, era minacciato dalla inarrestabile crisi dell'Impero ottomano e dai confliggenti appetiti austriaci e russi, fra i quali l'Italia intendeva inserirsi, cercando di limitare i tentativi dell'alleato asburgico volti a mutare la situazione a proprio vantaggio, in violazione dell'articolo VIII del trattato.
L'Italia guardava ai Balcani quale potenziale area d'influenza per la propria economia. Di fronte alle mire espansionistiche della Serbia, Vittorio Emanuele si pose quale mediatore per la creazione di uno Stato cuscinetto che impedisse a Pietro I lo sbocco sull'Adriatico: l'Albania. Il comportamento austriaco, che nel 1908 aveva annesso senza preavviso la Bosnia ed Erzegovina, suscitando forti proteste da parte serba e russa, oltre che italiana, portò il governo italiano a stringere accordi con quello russo: il 24 ottobre 1909 venne firmato tra le due Potenze il trattato di Racconigi, che da parte russa poneva fine alla politica di accordi esclusivi con l'Austria sui Balcani, per i quali si prospettava l'attuazione del principio di nazionalità e un'azione diplomatica comune delle due Potenze in tal senso; inoltre, la Russia riconosceva l'interesse italiano per la Tripolitania-Cirenaica.

#### Arbitrati internazionali
I tradizionali buoni rapporti con il Regno Unito e la stima in ambito internazionale per il re d'Italia vennero confermati nella scelta di Vittorio Emanuele come arbitro per stabilire i confini tra Brasile e Guyana britannica nel 1903-1904 e per i confini in Barotseland tra Portogallo e Gran Bretagna nel 1905. Anche Francia e Messico ricorsero nel 1909 all'arbitrato di Vittorio Emanuele III per definire il possesso dell'isola di Clipperton.

#### Istituto internazionale per l'agricoltura
(Messaggio di Vittorio Emanuele III a Giolitti, 1905)
Coerentemente con il proprio pensiero umanitario, nel 1905, accogliendo la proposta di David Lubin, Vittorio Emanuele III si fece personalmente promotore a livello internazionale della fondazione dell'Istituto internazionale di agricoltura, evolutosi nel secondo dopoguerra nella FAO, con l'obiettivo di abbattere la piaga della fame mondiale.
L'Ente era finanziato prevalentemente attraverso i contributi degli Stati aderenti, che andavano da un minimo di 12 500 lire a un massimo di 200 000 lire. Vittorio Emanuele III, che era abituato a sostenere con i propri averi le molte istituzioni scientifiche e caritative da lui patrocinate, partecipava con la somma annua di 300 000 lire, che si aggiungevano alla donazione della palazzina che doveva servire da sede all'Istituto.

#### Politica interna: apertura a sinistra e pace sociale
(Discorso della Corona, 20 febbraio 1902)

Il re (2º a sinistra) con Francesco Saverio Nitti (1º a sinistra) a Torino nel 1911 per il cinquantenario dell'unità d'Italia.

L'operato di Vittorio Emanuele III in politica interna riguarda in primo luogo la realizzazione della pace sociale, attraverso una legislazione volta a superare "l'ardente contrasto fra capitale e lavoro". La pace sociale e la necessità di operare con equità tra le classi sociali sono, infatti, temi ricorrenti dei discorsi della Corona, normalmente redatti di proprio pugno dal re.
Nella visione politica del sovrano, punto fondamentale per il raggiungimento della desiderata pace sociale era "conseguire una più elevata condizione intellettuale, morale ed economica delle classi popolari", in particolare assicurando un completo livello di istruzione a tutti i cittadini.
Le leggi promulgate tra 1900 e 1921 nell'ambito della legislazione sociale voluta da Vittorio Emanuele III riguardano la tutela giuridica degli emigranti (1901), la tutela del lavoro delle donne e dei minori (1902), le misure contro la malaria e per la chinizzazione (1902), l'istituzione dell'Ufficio del lavoro (1902), l'edilizia popolare (1903), gl'infortuni sul lavoro (1904), l'obbligo del riposo settimanale (1907), l'istituzione della Cassa nazionale delle assicurazioni sociali (1907), la mutualità scolastica e l'istituzione della Cassa nazionale per la maternità (1910), l'assistenza a favore dei colpiti da disoccupazione involontaria (1917). Sempre nel 1917, fu istituita l'Opera Nazionale Combattenti.
Dato l'interesse di Vittorio Emanuele III per la questione sociale, molti contemporanei lo dipinsero come un "re socialista". Attento alle esigenze di progresso del Paese, che alla vigilia della Grande Guerra era divenuto la settima Potenza industriale al mondo, diede lo status di ente morale nel 1908 alla Società italiana per il progresso delle scienze fondata nel 1839.
Contribuì finanziariamente alla fondazione a Milano della prima "Clinica di medicina del lavoro" d'Europa e di uno dei primi istituti per lo studio e la cura del cancro.

#### Attentati
Il 14 marzo 1912 il muratore romano Antonio D'Alba, anarchico, sparò due colpi di pistola contro di lui, mancandolo. Poche ore dopo il fallito attentato, Vittorio Emanuele ricevette la visita dei socialisti riformisti Ivanoe Bonomi, Leonida Bissolati e Angiolo Cabrini, che si felicitarono con il re; questo gesto diede poi il pretesto alla maggioranza del PSI di espellere i tre riformisti, colpevoli di aver appoggiato il quarto governo Giolitti nella guerra contro la Turchia. Fra i socialisti il più intransigente fu Benito Mussolini, che accusò i riformisti di connivenze con il «gregge clerico-nazionalista-monarchico», dichiarando «O col Quirinale o col socialismo!».
Il 12 aprile 1928, mentre inaugurava la VIII edizione della Fiera Campionaria di Milano, Vittorio Emanuele fu bersaglio di un sanguinoso attentato dinamitardo: una bomba esplosa fra la folla, assiepata in attesa di vedere il re, uccise venti persone fra donne, bambini e militari presenti. Il re non venne tuttavia colpito. Furono arrestati i repubblicani Ugo La Malfa, Lelio Basso e Leone Cattani. Fu accusato, in modo infondato, Mario Giampaoli, segretario del Fascio di combattimento di Milano, rimasto coinvolto pochi mesi dopo nello scandalo Belloni.
Nel 1941, durante una visita in Albania, il Re Imperatore fu oggetto di un terzo attentato: un giovane, Vasil Laçi, sparò cinque volte, ma nessuno dei colpi esplosi andò a segno. Vittorio Emanuele III, rimasto impassibile, commentò: "Spara ben male quel ragazzo".

#### Rapporti tra Stato e Chiesa

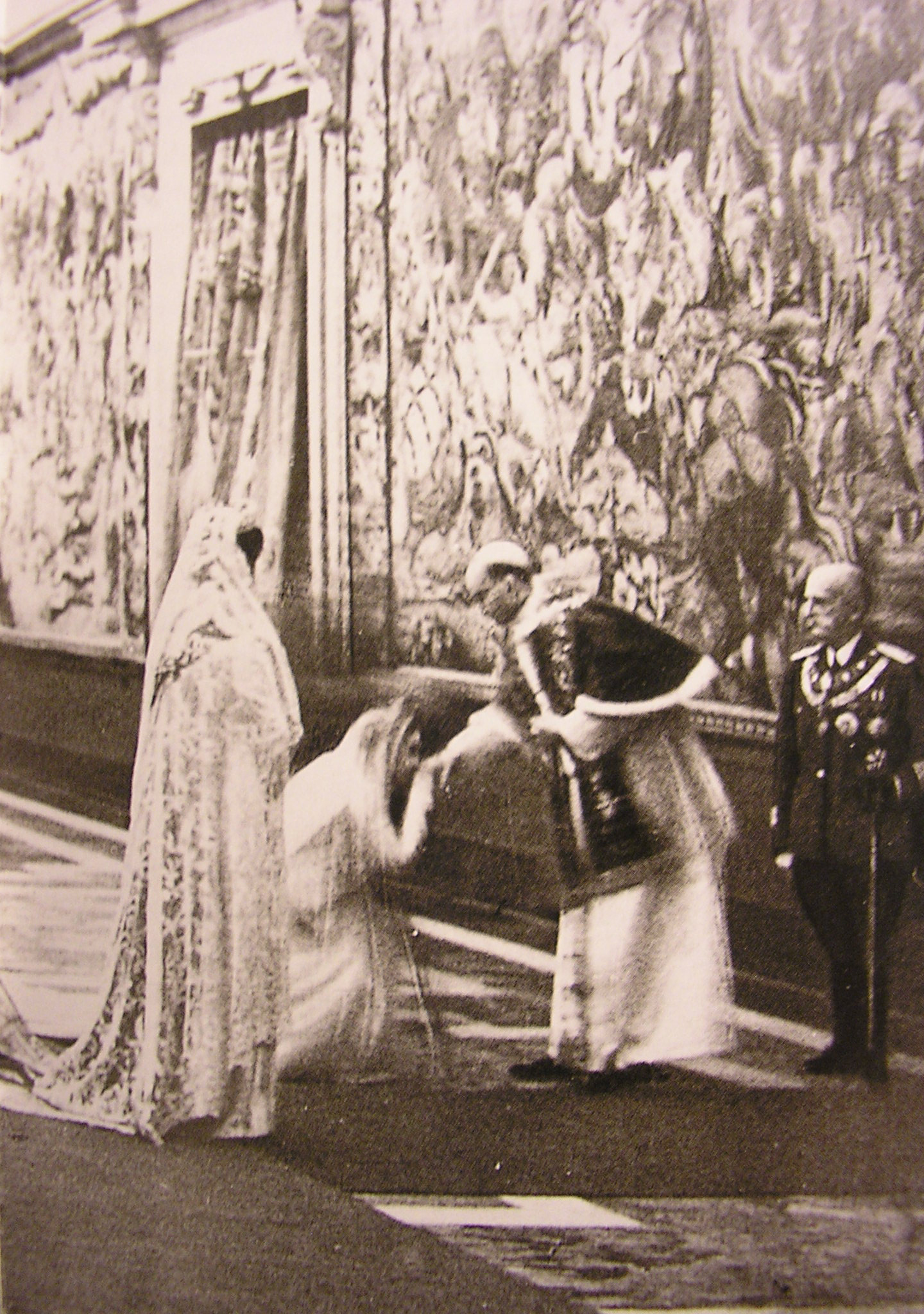
Con papa Pio XII al Quirinale

In politica ecclesiastica, Vittorio Emanuele si mostrò restio ad aperture verso le pretese politiche della Chiesa cattolica: la firma, nel 1929, dei Patti Lateranensi è da ascriversi più all'iniziativa di Benito Mussolini che al monarca, che avrebbe fatto cadere un precedente tentativo di Orlando nell'immediato primo dopoguerra. In questo primo periodo, pur nel massimo rispetto delle istituzioni ecclesiastiche e della fede della propria Casa e degli italiani, il re volle mantenere il sistema di separazione tra Stato e Chiesa, senza ricucire per via concordataria o pattizia i rapporti rotti con la presa di Roma e con le campagne risorgimentali.
Nella vita privata Vittorio Emanuele era assai diverso dai propri predecessori per quanto riguardava i rapporti con la Chiesa. Il suo bisnonno Carlo Alberto era fortemente religioso; suo nonno Vittorio Emanuele II era un incredulo che tuttavia serbava un superstizioso timore per la Chiesa; suo padre Umberto era invece un agnostico osservante che in chiesa ci andava più per dare l'esempio ai sudditi che non per convinzione personale, ma al contempo aveva un profondo rispetto per la gerarchia. Vittorio Emanuele era invece uno scettico che non credeva e non praticava: da giovane aveva coltivato letture positiviste (come Comte, Stuart Mill e Ardigò); tuttavia, più che un laicista, egli era un "ghibellino" profondamente conscio del proprio ruolo come quello che la Chiesa aveva avuto nella storia del Paese e dunque ne diffidava.
Vittorio Emanuele, in effetti, considerava la questione romana risolta con la legge delle guarentigie, che assicuravano la piena autonomia al Pontefice, al quale venivano riconosciuti i diritti di legazione attiva e passiva e la cui persona veniva equiparata, per certi aspetti, specialmente di rilievo penale, a quella del re.
Un alto livello di tensione nei rapporti tra Stato e Chiesa fu causato dalla visita del 1904 del presidente francese Émile Loubet a Vittorio Emanuele: la Santa Sede protestò per il fatto che un capo di stato cattolico in visita a Roma avesse reso omaggio al Re d'Italia prima che al papa. L'incidente produsse in Francia il rafforzamento delle posizioni anticlericali e la rottura delle relazioni diplomatiche con la Santa Sede.

### Guerra di Libia

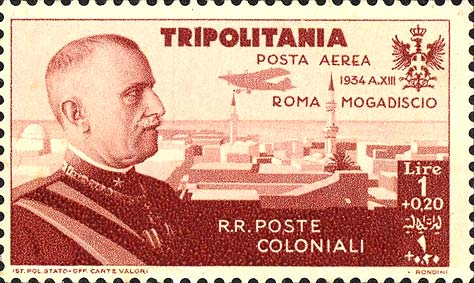
Vittorio Emanuele III in un francobollo delle Poste coloniali (1934)

La visita dello zar Nicola nell'ottobre 1909 portò, tra le altre cose, al riconoscimento dell'influenza italiana nell'Africa che si affaccia sul mar Mediterraneo e, nello specifico, nell'area libica. Da ciò, già si poteva scorgere l'inizio dell'impresa militare nella Tripolitania e nella Cirenaica nel 1911; non tardò, per giovare a questo fine, la divisione delle sfere di influenza nel Mediterraneo africano tra Francia e Italia a seguito delle crisi marocchine, nelle quali Vittorio Emanuele si schierò a fianco di Parigi, riconoscendo, a sua volta, la priorità francese nell'area più occidentale del Sahara.
L'iniziativa coloniale italiana era, tuttavia, già attiva sul continente africano. Già era stata occupata l'Eritrea, mentre la Somalia era colonia dal 1907, ma le loro posizioni, sul Corno d'Africa, le rendevano remote e, in ogni caso, la loro conformazione territoriale e la scarsa importanza sul piano strategico non davano lustro alla politica coloniale italiana. L'Italia era anzitutto sul Mediterraneo e l'ultima terra ancora non posta sotto il dominio di una qualche potenza europea era la Libia.
Il governo italiano agì con cautela: la Cirenaica e la Tripolitania erano poste sotto il controllo dell'Impero ottomano, minato ormai da un cancro interno che lo rendeva un'entità ormai moribonda ma, in ogni caso, da non trascurare: la rivolta dei Giovani Turchi servì come trampolino di lancio per l'operazione militare.
Il 29 settembre 1911 iniziò lo sbarco italiano in Libia, annessa, secondo decreto regio, il 5 novembre, senza considerare la grande debolezza dell'occupazione, che risentiva di un esercito ancora arretrato e la resistenza attiva dei capi tribali delle aree interne. Non a caso, nell'occasione dell'imminente prima guerra mondiale, la Libia non tarderà a riprendersi, con l'esercito italiano tutto impiegato su altri fronti, un'autonomia praticamente completa. Nell'ambito della guerra italo-turca furono anche annesse, nel 1912, le isole greche del Dodecaneso. Con la pace di Losanna del 18 ottobre 1912 l'Impero ottomano riconobbe all'Italia il possesso della colonia Tripolitania e di quella Cirenaica.

### Prima guerra mondiale
(Bollettino della Vittoria, 4 novembre 1918)

Immagine di Vittorio Emanuele III durante la Grande Guerra.

Nella prima guerra mondiale, Vittorio Emanuele III sostenne la posizione inizialmente neutrale dell'Italia. Molto meno favorevole del padre alla Triplice alleanza (di cui l'Italia era parte con Germania e Impero austro-ungarico) e ostile all'Austria, promosse la causa dell'irredentismo del Trentino e della Venezia Giulia. Le vantaggiose offerte dell'Intesa (formalizzate nel Patto di Londra, stipulato in segreto all'insaputa del parlamento) indussero Vittorio Emanuele ad appoggiare l'abbandono della Triplice alleanza (4 maggio 1915) passando a combattere a fianco dell'Intesa (Francia, Regno Unito e Russia).
A inizio maggio, l'azione neutralista di Giovanni Giolitti insieme alla diffusione di notizie circa concessioni territoriali da parte austriaca aprirono una crisi parlamentare. Il 13 maggio, Salandra rimetteva nelle mani del Re il mandato. Il Corriere della Sera scrisse: "L'on. Giolitti e i suoi amici trionfano. Più ancora trionfa il Principe di Bülow. Egli è riuscito a far cadere il Ministero che conduceva il Paese alla guerra"; e il Messaggero: "L'on. Salandra dà partita vinta agli organizzatori del malefico agguato; si arrende alle male arti diplomatiche del Principe di Bülow."
Giolitti fu convocato di conseguenza dal Re, per formare il nuovo governo. Questi però, informato dei nuovi impegni presi con la Triplice intesa, decise di rifiutare l'incarico, così come altri politici convocati.

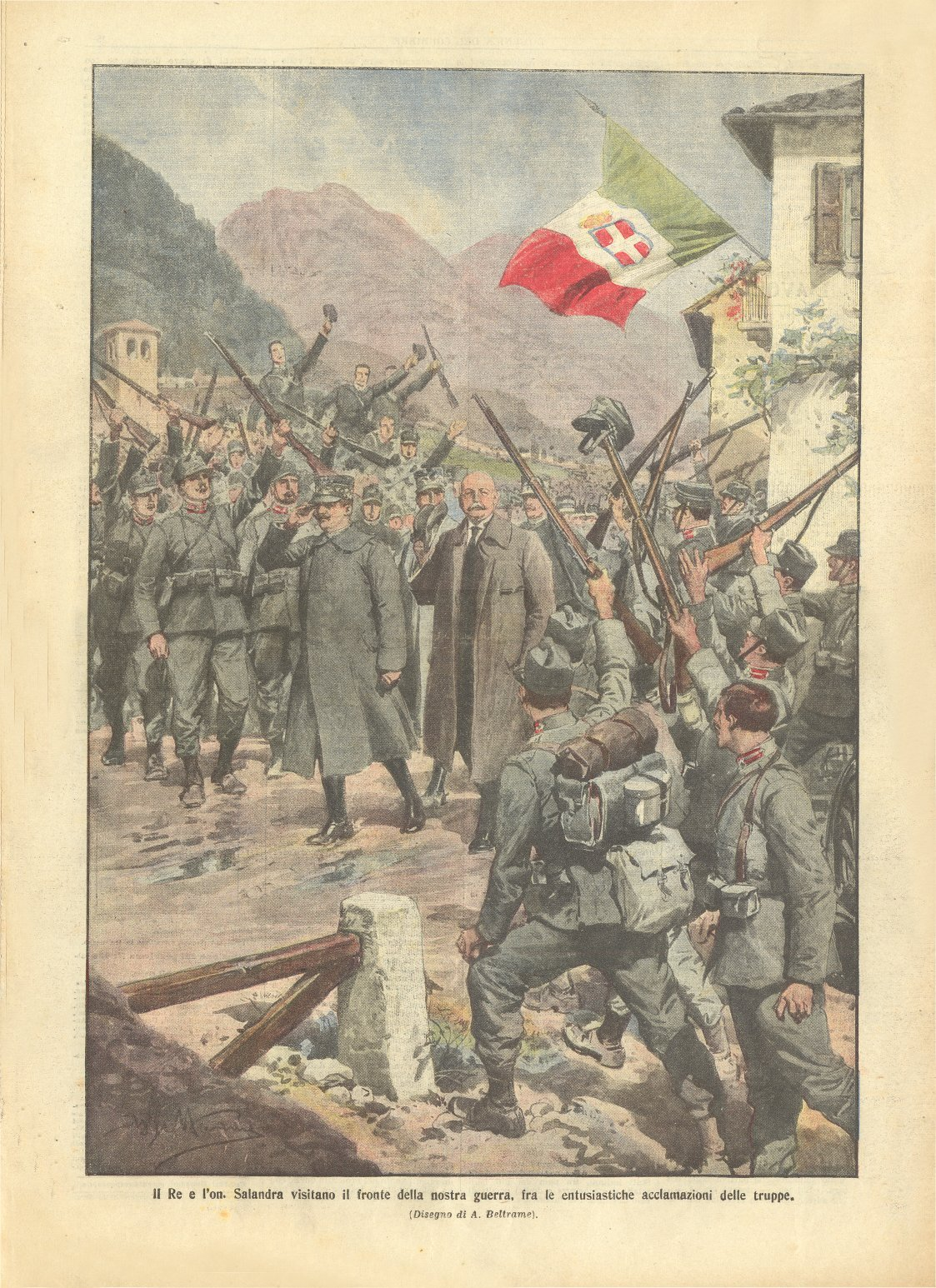
Retro copertina de La Domenica del Corriere: «Il Re e l'on. Salandra visitano il fronte della nostra guerra, fra le entusiastiche acclamazioni delle truppe.»
Achille Beltrame, 18 luglio 1915

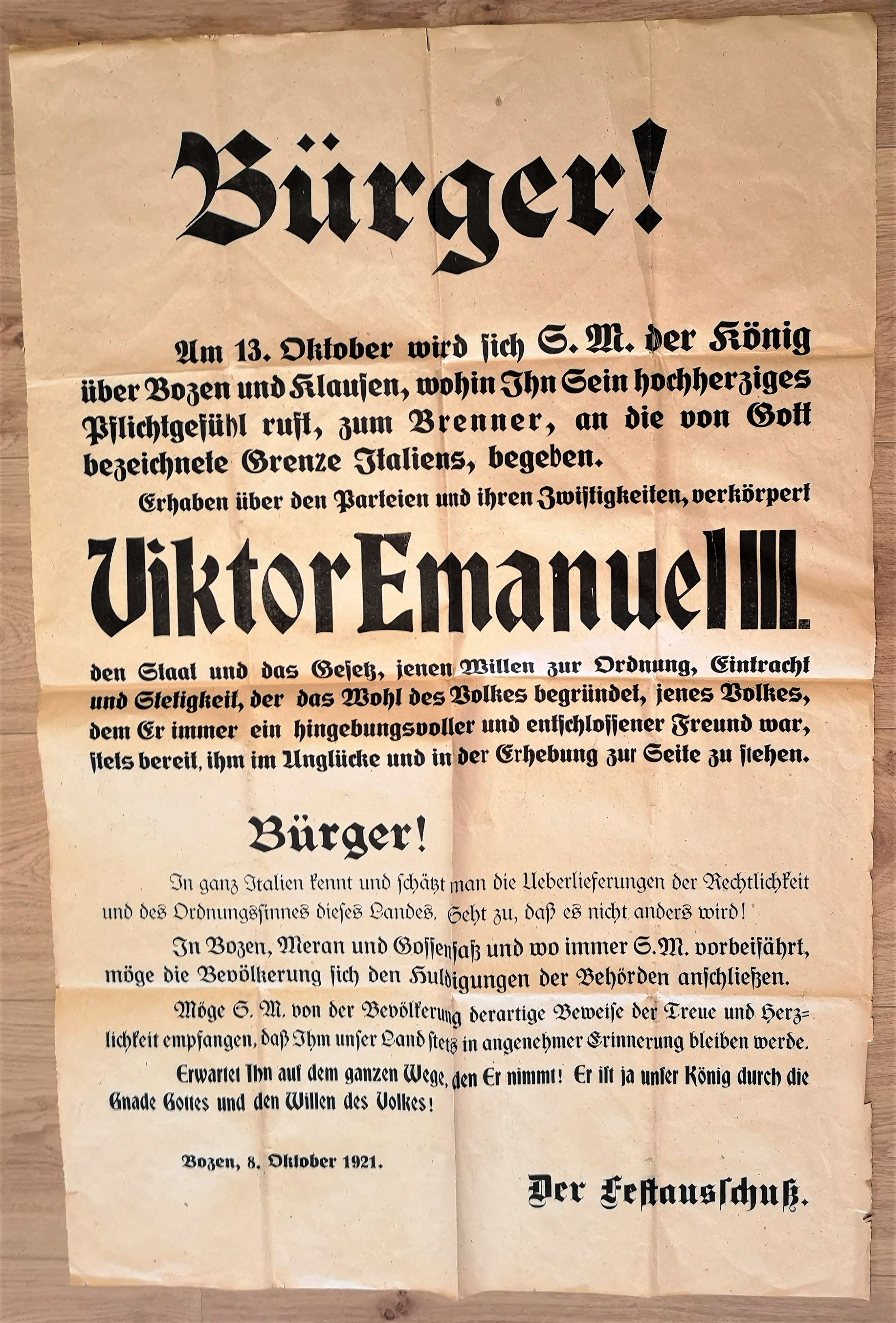
Manifesto con l'annuncio della visita di Vittorio Emanuele III in provincia di Bolzano e alla nuova frontiera del Brennero prevista per il 13 ottobre 1921

Il 16 maggio Vittorio Emanuele respingeva ufficialmente le dimissioni di Salandra. Il 20 e il 21 maggio, a stragrande maggioranza, le due camere del Parlamento votarono a favore dei poteri straordinari al Sovrano e al Governo in caso di ostilità. Il 23 maggio l'Italia dichiarava guerra all'Austria-Ungheria.
Fin dall'inizio delle ostilità sul fronte italiano (24 maggio 1915) fu costantemente presente al fronte, ricevendo allora il soprannome di «Re soldato». Durante le operazioni belliche affidò la luogotenenza del Regno allo zio Tommaso, duca di Genova. Non si stabilì nella sede del quartier generale di Udine ma in un paese vicino, Torreano di Martignacco, presso Villa Linussa (da allora chiamata Villa Italia) con un piccolo seguito di ufficiali e gentiluomini.
Ogni mattina, seguìto dagli aiutanti da campo, partiva in macchina per il fronte o a visitare le retrovie. La sera, quando ritornava, un ufficiale di Stato Maggiore veniva a ragguagliarlo sulla situazione militare. Il Re, dopo aver ascoltato, esprimeva i suoi pareri, senza mai scavalcare i compiti del Comando Supremo.
Soggiornò brevemente a Monteaperta (presso l'ospedale militare del Gran Monte, attuale Rifugio A. N. A. Montemaggiore-Monteaperta) durante i combattimenti, vista la notevole importanza logistica di Monteaperta alle spalle del fronte.
Dopo la battaglia di Caporetto, per decisione concordata tra i governi Alleati durante la conferenza di Rapallo viene sostituito Cadorna con il generale Armando Diaz, l'8 novembre 1917, al convegno di Peschiera, il re ratificò quanto già sottoscritto dal Governo Orlando facendo sue le decisioni di questo. Il Consiglio dei Ministri avrebbe voluto conferire al Re la Medaglia d'Oro al Valor Militare, ma il Sovrano la rifiutò con le seguenti parole: «Non ho conquistato alcuna quota difficile; vinto nessuna battaglia, non ho affondato alcuna corazzata; compiuto alcuna gesta di guerra aerea».

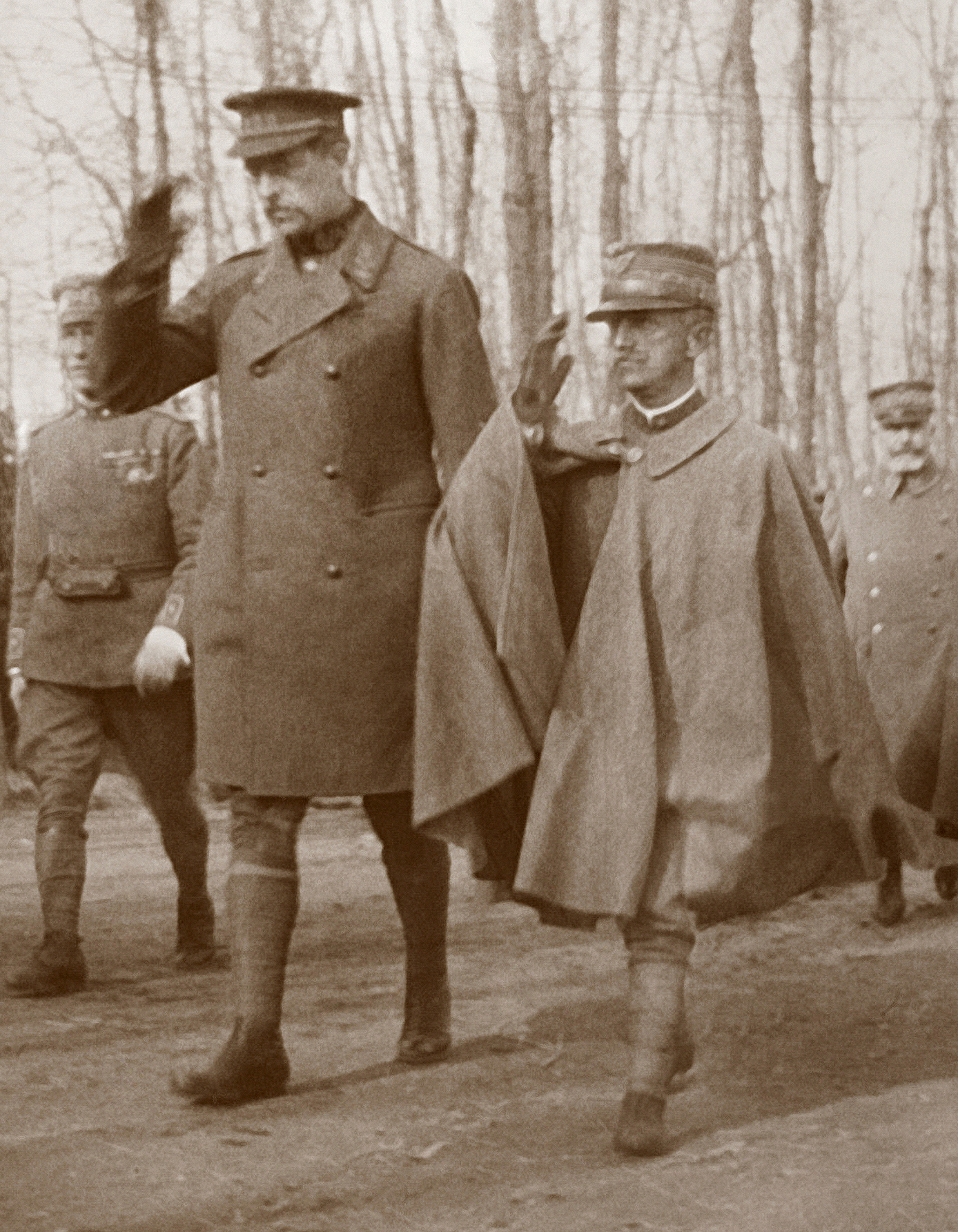
Vittorio Emanuele III con re Alberto I del Belgio

La vittoria italiana portò all'annessione all'Italia del Trentino e dell'Alto Adige (con Trento), della Venezia Giulia, di Zara e di alcune isole dalmate (tra le quali Lagosta).
Il Re, tra il 1914 e il 1918, ricevette circa 400 lettere - anche minacciose e minatorie - di carattere prevalentemente anti-bellicista da individui di qualsiasi estrazione sociale, soprattutto bassa e composta da semi-alfabeti. Attualmente esse sono conservate nell'Archivio Centrale dello Stato in tre fondi, ma sono state digitalizzate e rese di pubblico dominio, essendo di grande interesse storico e linguistico.

### Dal primo dopoguerra al primo Governo Mussolini
A causa della crisi economica e politica che seguì la guerra, l'Italia conobbe una serie di agitazioni sociali che i deboli governi liberali dell'epoca non furono in grado di controllare. Nel Paese si diffuse il timore di una rivoluzione comunista, simile a quella in corso in Russia e nel contempo le classi possidenti temevano di essere travolte dalle idee socialiste; queste condizioni storiche portarono all'affermarsi di movimenti politici antidemocratici e illiberali.
Uno di questi erano i Fasci di combattimento, movimento costituito nel 1919 dall'ex direttore dell'Avanti! Benito Mussolini. Al movimento erano collegate le squadre d'azione, che successivamente sarebbero state integrate nella Milizia Volontaria per la Sicurezza Nazionale. Mussolini aveva chiaramente scelto di forzare la situazione, ormai giunta a un'impasse. A fine ottobre 1922 Mussolini, eletto da un anno deputato alla Camera, fece dunque scattare il suo piano di occupazione del potere. Il 27 ottobre iniziarono i primi movimenti squadristici con l'occupazione, nell'Italia settentrionale, di prefetture e caserme. Vittorio Emanuele si precipitò a Roma da San Rossore e comunicò al primo ministro Luigi Facta la propria intenzione di decidere personalmente sulla crisi in atto.
Gli eventi delle ore successive sono molto confusi e non permettono ancora oggi di fornire una chiara ricostruzione degli eventi: Facta ebbe almeno due colloqui con il sovrano sia alla stazione di Roma sia a Villa Savoia, nei quali il Re avrebbe detto al Ministro che si rifiutava di deliberare «sotto la minaccia dei moschetti fascisti» per poi chiedere al Governo di prendere tutti i provvedimenti necessari e poi sottoporglieli per ottenere la sua approvazione. Di questi colloqui comunque le versioni sono assai discordanti (secondo una versione, Facta minacciò le proprie dimissioni). La cosa assai strana però è che, nonostante che la situazione fosse molto grave, il Primo Ministro, convinto fino all'ultimo che Mussolini bluffasse, se ne andò a dormire come se nulla fosse salvo essere svegliato nel cuore della notte dai suoi collaboratori che lo informavano delle occupazioni fasciste e della calata delle colonne di camicie nere su Roma.
Alle sei del mattino del 28 ottobre Facta riunì il Consiglio dei ministri, che deliberò, su precise insistenze del generale Arturo Cittadini, primo aiutante di campo del Re, il ricorso allo stato d'assedio per bloccare la marcia su Roma. Ma quando alle 9 Facta si recò dal Re al Quirinale per la controfirma, ricevette il rifiuto del monarca a sottoscrivere l'atto. Quando Vittorio Emanuele vide la bozza del proclama andò su tutte le furie e, dopo aver strappato il testo dalle mani di Facta, in uno scatto di collera disse al Ministro: «Queste decisioni spettano soltanto a me. Dopo lo stato d'assedio non c'è che la guerra civile. Ora bisogna che qualcuno di noi due si sacrifichi». Allora sembra che Facta abbia risposto: «Vostra Maestà non ha bisogno di dire a chi tocca». E si congedò.
Questo improvviso mutamento d'indirizzo non è ancora stato chiarito dalla storiografia. Renzo De Felice, il maggiore storico del fascismo, abbozza un elenco di possibili motivi che potrebbero avere indotto il re a evitare lo scontro col fascismo, cioè:
- la debolezza del governo Facta;
- i suoi timori per gli atteggiamenti filofascisti del Duca d'Aosta;
- le incertezze dei vertici militari;
- il timore di una guerra civile.

Secondo lo storico Mauro Canali bisogna aggiungerne un altro, riconducibile alla personalità del re, cioè alla sua supposta pavidità che lo indusse a non sfidare sul terreno militare lo squadrismo fascista. "Le sue preoccupazioni - aggiunge Canali - erano assolutamente fuori luogo, dato lo squilibrio delle forze in campo". Infatti le forze dell'esercito di stanza a Roma erano molto superiori a quelle dei fascisti: 28 000 uomini contro qualche migliaio, ed equipaggiati alla meglio. Su questo dato concordano tutti gli storici, ma devono essere considerate le menzionate "incertezze" dei vertici militari, le pressioni della classe dirigente, la volontà di evitare il deterioramento della crisi interna.
In conseguenza della decisione del Re, Facta presentò le dimissioni, subito accolte dal Sovrano. Il 29 ottobre 1922, Vittorio Emanuele, consultatosi con i massimi esponenti della classe dirigente politica liberale (Giolitti, Salandra) e militare italiana (Diaz, Thaon di Revel), dopo la bocciatura da parte mussoliniana di un possibile gabinetto Salandra-Mussolini, con l'intento di far rientrare il movimento fascista nell'alveo costituzionale parlamentare e di favorire la pacificazione sociale, affidò al capo del fascismo Benito Mussolini, deputato dal 1921, l'incarico di formare un nuovo governo.
Mussolini, che s'indirizzò al Parlamento con tono minaccioso ("Avrei potuto fare di quest'aula sorda e grigia un bivacco di manipoli..."), ricevette una larga fiducia dal Parlamento, ottenendo alla Camera 316 voti a favore, 116 contrari e 7 astenuti. Ricordiamo i voti favorevoli di Giovanni Giolitti, di Benedetto Croce, in seguito il massimo rappresentante dell'antifascismo liberale, e di Alcide De Gasperi, poi padre della Repubblica italiana, mentre Francesco Saverio Nitti lasciò l'aula in segno di protesta. Il Governo, composto da quattordici ministri e sedici ministeri, con Mussolini capo del Governo e ministro ad interim di Esteri e Interni, era formato da nazionalisti, liberali e popolari, tra i quali il futuro presidente della repubblica Giovanni Gronchi, sottosegretario all'Industria.
Secondo De Felice, "senza il compromesso con la monarchia è molto improbabile che il fascismo sarebbe mai potuto arrivare veramente al potere".
Fu proprio in questo periodo, il 28 marzo 1923, che Re Vittorio Emanuele III di Savoia istituì la Regia Aeronautica (oggi Aeronautica Militare Italiana).

### Stato fascista (1925-1943)

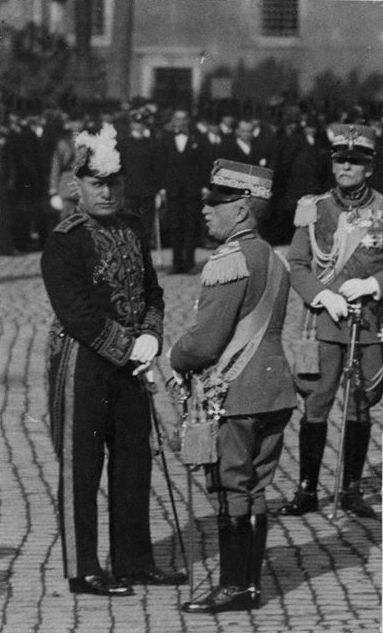
Il Re e Benito Mussolini ai funerali del generale Diaz

Nell'aprile del 1924 vennero indette nuove elezioni, svoltesi tra gravi irregolarità. Il deputato socialista Giacomo Matteotti, che aveva denunciato queste irregolarità, venne rapito il 10 giugno 1924 e trovato morto il 16 agosto dello stesso anno. Il fatto scosse il mondo politico e aprì un semestre di forte crisi interna, risolto infine il 3 gennaio 1925 quando Benito Mussolini, rafforzato sul piano internazionale dal recente incontro con Chamberlain, rivendicò la responsabilità non materiale dell'accaduto ("Se il fascismo è stato un'associazione a delinquere, io sono il capo di questa associazione a delinquere!"), indicando al parlamento la procedura di messa in stato d'accusa conformemente all'articolo 47 del Regio Statuto. La Camera, dove l'opposizione era frantumata nelle molteplici correnti e incapace di accordarsi su strategie condivise, non procedette e Mussolini diede inizio, per via parlamentare, alla trasformazione in senso autoritario e poi totalitario dello Stato.
Il Re, che fino ad allora aveva conservato il controllo dell'esercito, non si oppose. Del resto, il Parlamento, dove alla Camera per soli sette seggi gli iscritti al Partito Nazionale Fascista (PNF) erano la maggioranza assoluta, indebolito dalla secessione dell'Aventino, non aveva fornito alcun pretesto giuridico per chiedere le dimissioni di Mussolini né elaborato una credibile compagine di governo alternativa. Né la scelta extraparlamentare dell'opposizione era riuscita a mobilitare le masse. Il Re rimase quindi in attesa di un'iniziativa parlamentare nel rispetto delle regole istituzionali.
Quando il senatore Campello presentò a Vittorio Emanuele le prove della responsabilità del presidente del Consiglio dei ministri nel delitto Matteotti, il Re avrebbe risposto: «Sono cieco e sordo. I miei occhi e le mie orecchie sono la Camera e il Senato».
Francesco Saverio Nitti, durante il suo esilio dovuto alle intimidazioni fasciste, inviò una lettera al monarca in cui gli rivolse accuse di ignava connivenza con Mussolini e lo esortò a prendere provvedimenti contro il regime. Il 27 dicembre iniziò a essere pubblicato su Il Mondo (che fu uno degli ultimi quotidiani indipendenti ad essere soppresso dal regime fascista nell'ottobre 1926) e poi su altri giornali il memoriale dello squadrista Cesare Rossi, nel quale Mussolini veniva documentatamente indicato come mandante di un gran numero di atti di violenza politica prima del delitto Matteotti e, almeno implicitamente, anche di quest'ultimo. Ma nemmeno queste rivelazioni portarono il Re a dimettere Mussolini, il quale secondo la procedura avrebbe prima dovuto essere messo dal Parlamento in stato d'accusa.

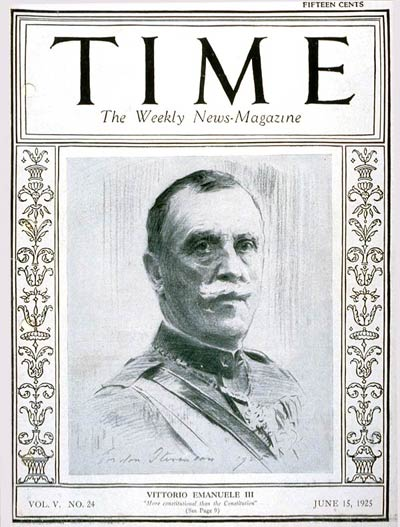
Vittorio Emanuele III sulla copertina del Time, 1925

D'altronde grazie ai brogli denunciati da Matteotti e alla legge elettorale Acerbo, che introdusse un premio di maggioranza al sistema proporzionale, i fascisti avevano, sia pur per sette seggi, la maggioranza assoluta alla Camera. Il mancato ricorso all'articolo 47 non testimoniava, quindi, l'innocenza di Mussolini, ma piuttosto il suo controllo sul Parlamento stesso. Nei giorni successivi, durante il gennaio del 1925, furono chiusi 35 circoli politici di opposizione, sciolte 25 organizzazioni definite "sovversive", arrestati 111 oppositori ed eseguite 655 perquisizioni domiciliari.
Nel novembre 1925 il Re firmò le cosiddette Leggi fascistissime con cui furono sciolti tutti i partiti politici (tranne il PNF) e fu instaurata la censura sulla stampa. Con la legge del 24 dicembre 1925 venne modificato lo Statuto Albertino, attribuendo al Capo del Governo, responsabile solo di fronte al Re, la nomina e revoca dei ministri; nel 1926 il Re autorizzò la nascita del Tribunale Speciale per la difesa dello Stato, che sottraeva alla magistratura ordinaria tutti i reati politici, e la formazione della polizia politica segreta OVRA (sigla di Opera Vigilanza (o Volontaria) Repressione Antifascismo). Venne istituito il confino di polizia per gli oppositori. I successivi rapporti con il Duce furono caratterizzati da burrascose scenate private, nelle quali il Re difendeva le proprie prerogative, preoccupato di salvaguardare una legalità formale e rigorosi silenzi pubblici.

### Apice del consenso al regime fascista

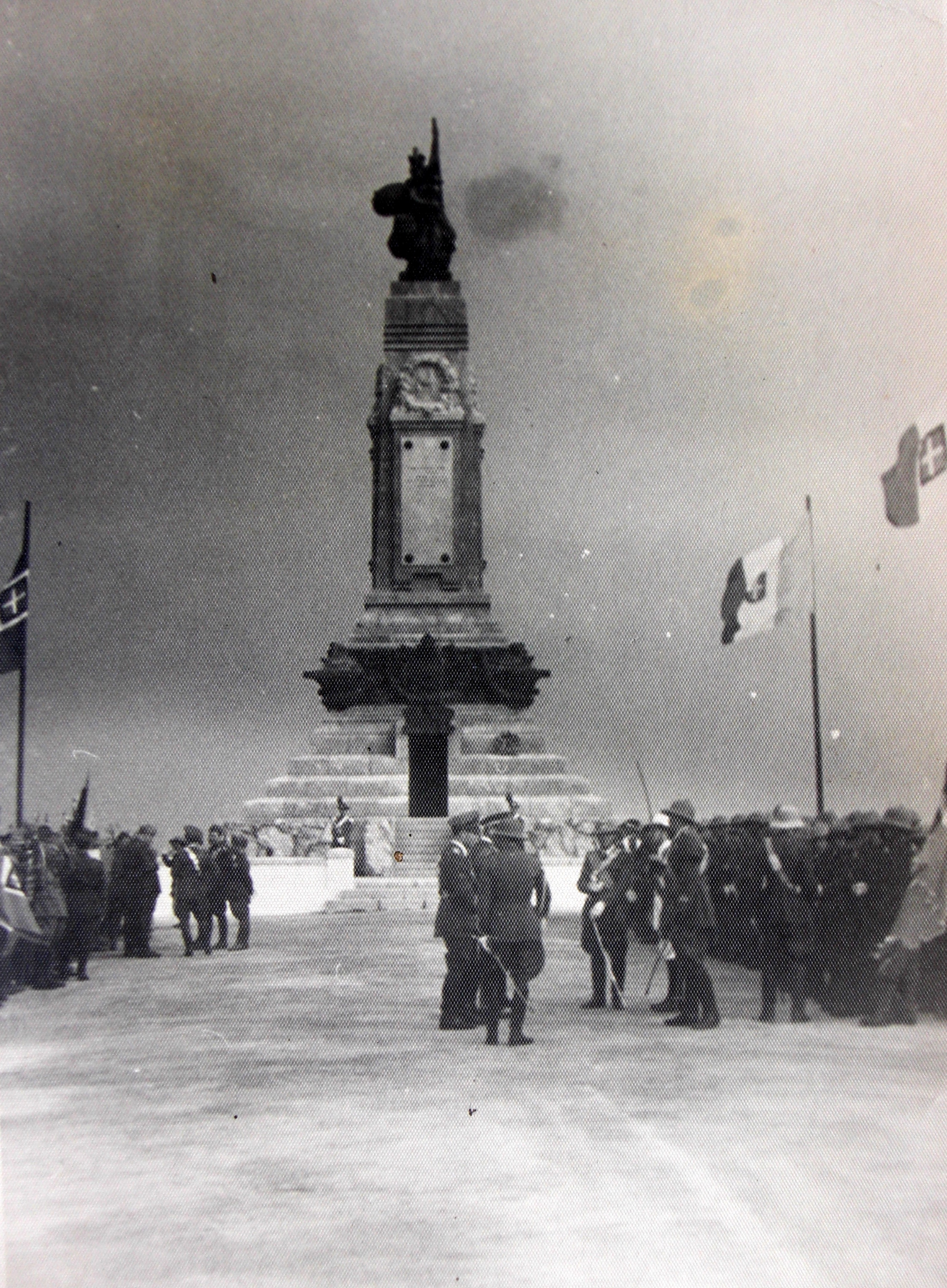
Visita di Vittorio Emanuele III a Bengasi, maggio 1938

Al termine della vittoriosa guerra d'Etiopia le truppe italiane entrarono in Addis Abeba il 5 maggio 1936 e il 9 successivo Vittorio Emanuele III assunse il titolo imperiale. L'Impero etiope insieme alle altre colonie italiane (Eritrea e Somalia) furono unite nell'Africa Orientale Italiana. La conquista dell'Etiopia e del titolo imperiale furono progressivamente riconosciuti dalla maggior parte dei membri della comunità internazionale, tra cui l'Inghilterra e la Francia, con l'eccezione di Stati Uniti e Russia, nonostante l'imperatore etiopico in esilio Hailé Selassié avesse denunciato presso la Società delle Nazioni le gravi violazioni della Convenzione di Ginevra perpetrate dalle truppe italiane (luglio 1936).
Nel 1938, all'apice del consenso popolare del regime, che aveva ottenuto la firma del Manifesto della razza da parte di grandi esponenti della cultura italiana tra cui il futuro padre costituente Amintore Fanfani, il Re firmò le leggi razziali del governo fascista, che introdussero discriminazioni nei confronti degli ebrei. Di formazione liberale, Vittorio Emanuele avversò, sia pur non pubblicamente, queste disposizioni, che cancellavano uno dei più notevoli apporti di Casa Savoia al Risorgimento Italiano, il principio di non discriminazione e di parità di trattamento dei sudditi indipendentemente dal culto professato stabilito nel 1848.
In effetti, l'attuazione delle leggi razziali fu alla base di un ulteriore inasprimento dei rapporti tra la Corona e il Duce, sempre più stanco degli ostacoli frapposti dalla prima (rimasta l'unico serio freno-opposizione insieme alla Chiesa cattolica) e intenzionato a cogliere il momento opportuno per instaurare un regime repubblicano. In particolare scrive Galeazzo Ciano nel suo Diario 1937-1943, giorno 28 novembre 1938: "Trovo il Duce indignato col Re. Per tre volte, durante il colloquio di stamane, il Re ha detto al Duce che prova un'infinita pietà per gli ebrei [...] Il Duce ha detto che in Italia vi sono 20.000 persone con la schiena debole che si commuovono sulla sorte degli ebrei. Il Re ha detto che è tra quelli. Poi il Re ha parlato anche contro la Germania per la creazione della 4 divisione alpina. Il Duce era molto violento nelle espressioni contro la Monarchia. Medita sempre più il cambiamento di sistema. Forse non è ancora il momento. Vi sarebbero reazioni".
Nell'aprile del 1939 venne conquistata l'Albania, della quale Vittorio Emanuele III, pur scettico sull'opportunità dell'impresa per "prendere quattro sassi", fu proclamato re.

#### Rapporti con Mussolini
(Mussolini a Ciano, Diario di Ciano, 1937-1943, 17 luglio 1938)

Visita ufficiale di Hitler a Roma nel 1938; sul palco in prima fila da sinistra: Benito Mussolini, Adolf Hitler, Vittorio Emanuele III d'Italia, Elena del Montenegro; in seconda fila, da sinistra: Joachim von Ribbentrop, Joseph Goebbels, Rudolf Hess, Heinrich Himmler (volto nascosto dal cappello della regina Elena)

I rapporti tra Vittorio Emanuele III e Mussolini non andarono mai al di là dei rapporti formali tra capo di Stato e capo del Governo. Il Re, di formazione liberale, durante tutto il periodo fascista non mancò di ricordare positivamente a Mussolini e ai suoi collaboratori l'esperienza dello Stato liberale.
Vittorio Emanuele non celò le sue idee profondamente antitedesche in generale, e anti-naziste in particolare, idee che si rafforzarono durante la visita di Stato di Hitler a Roma nel maggio 1938. D'altra parte l'ostilità tra Hitler e Vittorio Emanuele III era reciproca e più volte il dittatore austriaco naturalizzato tedesco e i suoi collaboratori suggerirono a Benito Mussolini di sbarazzarsi della monarchia.
Il duce del Fascismo già da tempo meditava l'abolizione dell'istituto monarchico, in modo da ritagliarsi maggiore spazio d'azione, ma rinviò più volte la decisione a causa dell'ampio sostegno popolare alla monarchia.
Il Re si mostrò particolarmente ostile alle innovazioni istituzionali del regime, all'introduzione di nuove onorificenze e cerimonie che contribuivano a rafforzare il peso del capo del Governo, ai progetti di "modifica dei costumi italiani", come l'introduzione del saluto fascista, la questione del lei e, maggiormente, la questione razziale. Questa opposizione, sia pur non espressa pubblicamente, esasperò le relazioni con Mussolini e gli ambienti più radicali del partito fascista, fedeli al programma originario del partito e sostenitori della scelta repubblicana del regime.

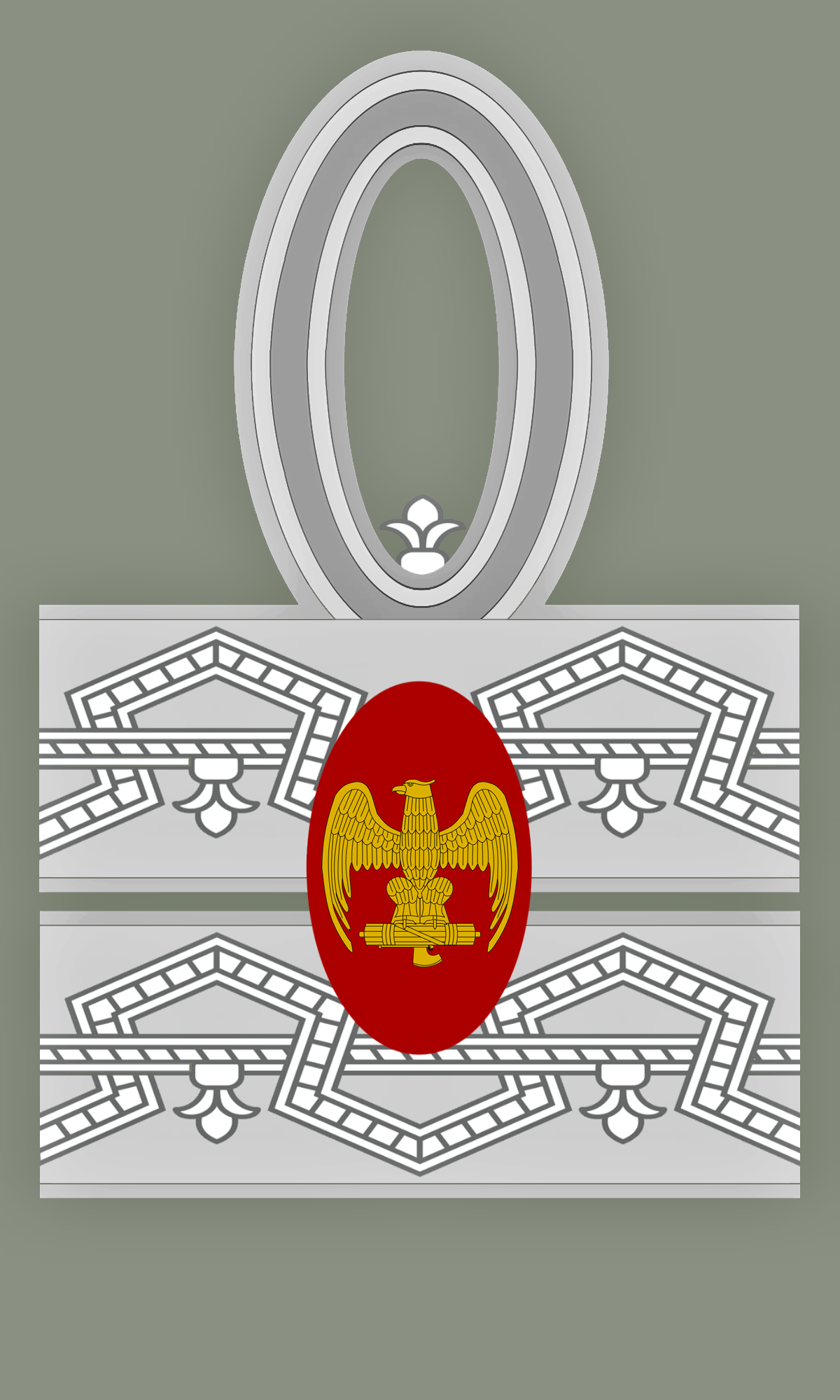
Distintivo di grado per paramano di Primo Maresciallo dell'Impero del Regio Esercito Italiano

Mussolini scrisse che il sovrano aveva cominciato a odiarlo fin dalla legge di costituzionalizzazione del Gran consiglio del fascismo (9 dicembre 1928), ma ritenne che la vera causa di frattura fosse il titolo di Primo Maresciallo dell'Impero, approvato per acclamazione dalla Camera il 30 marzo 1938 (sotto l'impulso di Starace, Costanzo e Galeazzo Ciano e certo non all'insaputa del duce) e conferito sia al Capo del Governo sia al Re (secondo Federzoni, allora Presidente del Senato "non si poteva non usare un riguardo, del resto puramente formale, al Re"): in un incontro privato, riferito dallo stesso Mussolini, Vittorio Emanuele III, pallido di collera, gli disse che avrebbe preferito abdicare piuttosto che subire quell'affronto.
Il 28 dicembre 1939, l'incontro di Vittorio Emanuele III e papa Pio XII, la prima di un pontefice al Quirinale dopo la presa di Roma, fu letto come un tentativo in favore della pace in Europa.

### Seconda guerra mondiale

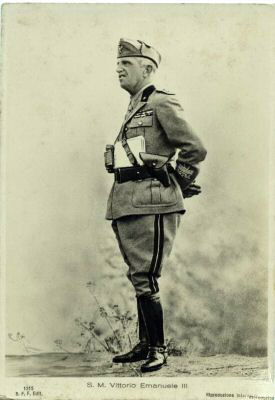
Vittorio Emanuele III in divisa militare nel 1936

A seguito dell'avvicinamento tra Italia fascista e Germania nazista, simboleggiato dalla nascita dell'Asse Roma-Berlino dell'ottobre 1936 e della firma del Patto d'Acciaio del 22 maggio 1939, il 10 giugno 1940 Vittorio Emanuele III firmò la dichiarazione di guerra, voluta fortemente da Benito Mussolini a Francia e Gran Bretagna, schierandosi a fianco dei tedeschi nella seconda guerra mondiale. Il Re aveva inizialmente espresso il proprio parere contrario alla guerra sia perché conscio dell'impreparazione militare italiana, sia perché da sempre filo-britannico e avverso alle politiche della Germania nazista. Nei mesi precedenti, Vittorio Emanuele III, tramite il ministro della Real Casa Acquarone, aveva messo in atto un tentativo di rovesciare Mussolini; la legalità formale sarebbe stata salvaguardata ottenendo un voto di sfiducia dal Gran consiglio del fascismo e Ciano, che rifiutò, sarebbe stato chiamato a guidare il nuovo governo. Lo schema sarebbe stato ripreso tre anni dopo a guerra ormai persa.

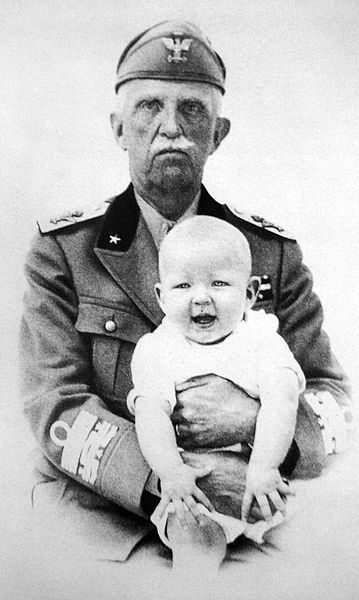
Vittorio Emanuele III e il nipote Vittorio Emanuele di Savoia

Dopo qualche effimero successo in Egitto e nell'Africa orientale, i disastri che sopravvennero fra l'autunno 1940 e la primavera 1941 (fallito attacco alla Grecia, sconfitte navali di Taranto e Capo Matapan, perdita di gran parte dei territori italiani in Libia, perdita totale dei possedimenti in Africa Orientale Italiana) rivelarono la debolezza delle forze italiane, che dovettero essere tratte d'impaccio dall'alleato tedesco sia nei Balcani (primavera 1941) sia in Africa settentrionale.
Vittorio Emanuele, sfuggito a un attentato durante una visita in Albania nel 1941, osservò con sempre maggior preoccupazione l'evolversi della situazione militare e il progressivo asservimento delle forze italiane agli interessi tedeschi, cui egli era inviso. La sconfitta nella seconda battaglia di El Alamein del 4 novembre 1942 portò nel giro di pochi mesi all'abbandono totale dell'Africa e poi all'invasione alleata della Sicilia (sbarco in Sicilia, iniziato il 9 luglio 1943) e all'inizio di sistematici bombardamenti alleati sulle città italiane.

### Caduta del Fascismo
Queste nuove sconfitte spinsero il Gran consiglio del fascismo a votare contro il supporto alla politica di Mussolini (25 luglio 1943). Lo stesso giorno, Vittorio Emanuele destituì Mussolini, che, posto sotto custodia, riconobbe la sua lealtà al Re e al nuovo governo Badoglio. Già da giugno Vittorio Emanuele aveva intensificato i suoi contatti con esponenti dell'antifascismo, direttamente o mediante il ministro della Real Casa d'Acquarone. Il 22 luglio, all'indomani del vertice di Feltre tra Mussolini e Hitler e dopo il primo bombardamento di Roma, il sovrano aveva discusso con Mussolini della necessità di uscire dal conflitto lasciando soli i tedeschi e dell'evenienza di un avvicendamento alla presidenza del Consiglio. La regina Elena lasciò scritto nelle sue memorie un resoconto dell'incontro che precedette l'arresto di Mussolini e la sua reazione successiva:
«Eravamo in giardino. A me non aveva ancora detto nulla. Quando un emozionato Acquarone ci raggiunse, e disse a mio marito "Il generale dei carabinieri desidera, prima dell'arresto di Mussolini, l'autorizzazione di Vostra Maestà". Io restai di sasso. Mi venne, poi da tremare quando sentii mio marito rispondere "Va bene. Qualcuno deve prendersi la responsabilità. Me l'assumo io". Poi salì la scalinata con il generale. Attraversavo l'atrio quando Mussolini arrivò. Andò incontro a mio marito. E mio marito gli disse "Caro Duce, l'Italia va in tocchi…", Non lo aveva mai chiamato così, ma sempre "eccellenza". Io nel frattempo salii al piano superiore, mentre la mia dama di compagnia, la Jaccarino, attardandosi nella saletta era rimasta giù e ormai non poteva più muoversi. Più tardi mi riferì tutto. Mi narrò che mio marito aveva perso le staffe e si era messo a urlare contro Mussolini, infine gli comunicò che lo destituiva e che a suo posto metteva Pietro Badoglio. Quando poi la Jaccarino mi raggiunse, dalla finestra di una sala, vedemmo mio marito tranquillo e sereno, che accompagnava sulla scalinata della villa, Mussolini, Il colloquio era durato meno di venti minuti. Mussolini appariva invecchiato di vent'anni. Mio marito gli strinse la mano. L'altro mosse qualche passo nel giardino, ma fu fermato da un ufficiale dei carabinieri seguito da soldati armati. Il dramma si era compiuto. Mi sentivo ribollire. Per poco non sbattei contro mio marito, che rientrava. "È fatta" disse piano, lui. "Se dovevate farlo arrestare" gli gridai a piena voce, indignata "...questo doveva avvenire fuori casa nostra. Quel che avete fatto non è un gesto da sovrano…". Lui ripeté "Ormai è fatta" e cercò di prendermi sotto braccio, ma io mi allontanai di scatto da lui, "Non posso accettare un fatto del genere" dissi "mio padre non lo avrebbe mai fatto" poi andai a rinchiudermi nella mia camera.»
Il nuovo Governo Badoglio ereditò il gravoso compito di elaborare una strategia di uscita dal conflitto e di garantire l'ordine pubblico all'interno del Paese. Le condizioni interne non rendevano realmente possibile la continuazione della guerra a fianco dell'alleato tedesco: urgeva quindi siglare un armistizio con le potenze alleate ed evitare che l'esercito tedesco, che a seguito degli accordi presi con il precedente Governo stava rafforzando la sua presenza nella Penisola, riversasse la sua potenza contro le truppe e la popolazione italiana. Il Governo annunciò quindi la continuazione della guerra, ma intavolò negoziati con gli Alleati.

### Armistizio

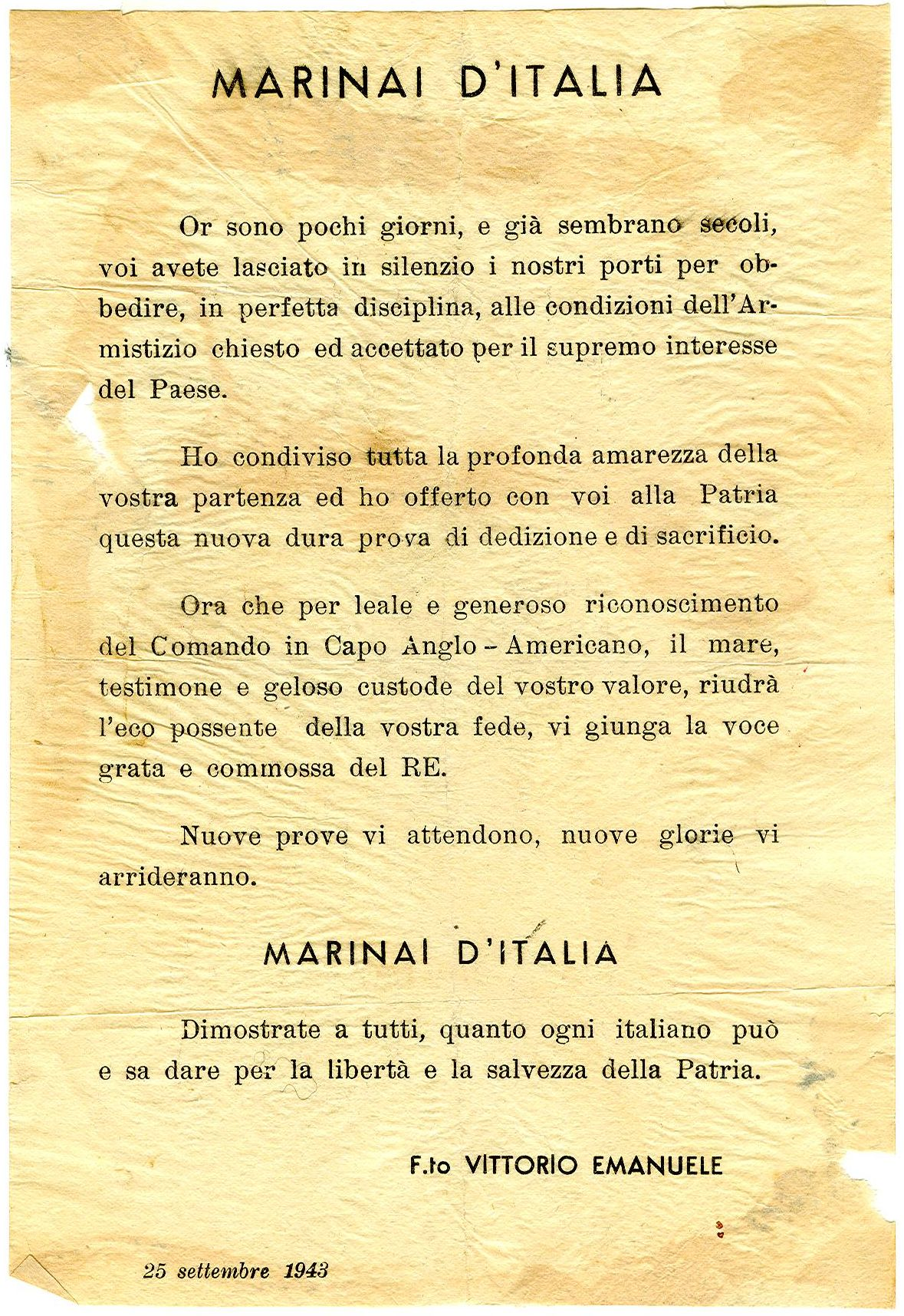
Proclama del re ai marinai d'Italia dopo l'armistizio (25 settembre 1943)

Il 3 settembre fu firmato a Cassibile l'armistizio con gli Alleati, che lo resero noto l'8 settembre, contrariamente a quanto calcolato dal Governo Badoglio.
In effetti, l'annuncio dell'armistizio l'8 settembre colse di sorpresa il re, che aveva convocato al Quirinale Pietro Badoglio, il ministro Guariglia, i generali Ambrosio, Roatta, Carboni, Sandalli e Zanussi, l'ammiraglio De Courten, il maggiore Marchesi, il duca Acquarone e Puntoni, aiutante di campo del re. Alla riunione Carboni e De Courten proposero di sconfessare l'armistizio e conseguentemente l'operato di Badoglio e di continuare la guerra a fianco dei tedeschi. La proposta, appoggiata inizialmente dalla maggioranza dei convenuti, dopo essere stata definita irrealistica da Marchesi, venne respinta da Vittorio Emanuele e Badoglio comunicò l'armistizio ormai reso pubblico dagli Alleati.
L'esercito, lasciato senza un chiaro piano d'azione in risposta a un'offensiva dell'ex alleato tedesco, si trovò disorientato ad affrontare i colpi delle numerose unità tedesche che erano state inviate in Italia all'indomani della caduta di Mussolini. In effetti Badoglio, che riteneva che ai tedeschi sarebbe convenuto ritirarsi dall'Italia, come avrebbe voluto Rommel, comunicò che le truppe italiane non dovessero prendere l'iniziativa di attacchi contro l'ex alleato, ma limitarsi a rispondere.
La notte tra l'8 e il 9 settembre il re, dopo un'iniziale esitazione e convinto da Badoglio della necessità di non cadere nelle mani tedesche, fuggì da Roma alla volta di Brindisi, città libera dal controllo tedesco e non occupata dagli anglo-americani, arrivando nella mattinata del 9 settembre nel borgo abruzzese di Crecchio (CH) a pochi chilometri da Ortona, ospite al Castello ducale della famiglia dei duchi di Bovino. Lo Stato Maggiore, invece, ripiegò a Chieti, a una trentina di chilometri di distanza da Crecchio, presso il Palazzo Mezzanotte. Trascorsa una giornata al castello, godendo di tutti i favori disponibili alla sua persona, Vittorio Emanuele proseguì la fuga, imbarcandosi a Ortona sulla corvetta Baionetta. Alla difesa di Roma, dichiarata città aperta, il re lasciò il genero, il generale Giorgio Carlo Calvi di Bergolo, comandante del Corpo d'armata della città. Tuttavia il maresciallo Badoglio, che probabilmente credeva ancora di poter raggiungere un qualche accordo con la Germania, non diede l'ordine di applicare il piano militare ("Memoria 44") elaborato dall'Alto comando per affrontare un eventuale cambio di fronte. Seguirono dure rappresaglie tedesche contro l'esercito italiano; la più nota è l'eccidio di Cefalonia.
Il 12 settembre 1943 i tedeschi liberarono Mussolini, nel corso di un'operazione militare. Mussolini il 25 settembre successivo proclamò la nascita della Repubblica Sociale Italiana a Salò, dividendo anche di fatto in due parti l'Italia. Questa situazione terminò il 25 aprile 1945, quando un'offensiva alleata e del ricostituito Regio Esercito, insieme all'insurrezione generale proclamata dal CLN, portarono le truppe dell'Asse alla resa.

### "Regno del Sud"

Vittorio Emanuele III a Brindisi passa in rassegna una formazione del Regio Esercito

La fuga del Re e dei ministri militari a Brindisi lasciò l'intero esercito italiano dislocato in patria e su tutti i fronti di guerra senza ordini al completo sbando, permettendo all'esercito tedesco di attuare senza problemi l'operazione Achse e sancendo la più grave disfatta dell'esercito italiano che nell'arco di 10 giorni subì 20 000 perdite e oltre 800 000 prigionieri.
Tuttavia la fuga permise la continuità formale dello Stato soprattutto agli occhi degli Alleati.
In questo modo gli Alleati vedevano garantita la validità dell'armistizio mentre la presenza di un governo legittimo evitava all'Italia l'instaurazione di un duro regime di occupazione, almeno nelle zone meridionali. A Brindisi venne fissata la sede del governo: assicuratosi il riconoscimento anglo-americano, Vittorio Emanuele dichiarò formalmente guerra al Terzo Reich il 13 ottobre e gli Alleati accordarono all'Italia lo status di «nazione cobelligerante».
Nel frattempo si procedette alla riorganizzazione dell'esercito: il Re dovette affrontare la fronda dei ricostituiti partiti politici, allora ancora dei comitati di notabili, in particolare di quelli riuniti nel CLN di Roma presieduto da Bonomi. Anche da parte di notabili rimasti leali alla Corona, tra cui Benedetto Croce in un acceso discorso al Congresso di Bari, furono sollevate richieste di abdicazione del sovrano.
Ma Vittorio Emanuele non cedette neppure dinanzi alle forti pressioni esercitate dagli angloamericani, intendendo così difendere il principio monarchico e dinastico che lui stesso rappresentava e, al contempo, tentando di riaffermare almeno formalmente l'indipendenza dello Stato dalle ingerenze esterne, sebbene vada notato che diverse clausole del cosiddetto "armistizio lungo", di carattere essenzialmente politico, facevano gravare una pesantissima ipoteca sull'indipendenza dello Stato al cospetto delle Nazioni Unite che lo avevano costretto a una resa senza condizioni.

### Luogotenenza al figlio e abdicazione
Il 12 aprile 1944 un radiomessaggio diffondeva infine la decisione del Sovrano di nominare il figlio Umberto luogotenente a liberazione della Capitale avvenuta. La soluzione della Luogotenenza, istituto cui già Casa Savoia era ricorsa più volte in passato, venne caldeggiata dal monarchico Enrico De Nicola in un suo incontro con il Capo dello Stato. Il 5 giugno affidò al sopracitato Umberto la Luogotenenza del Regno, senza però abdicare.
All'inizio del 1944, Benedetto Croce affermò: "Fin tanto che rimane a capo dello Stato la persona del presente re, noi sentiamo che il fascismo non è finito, che esso ci rimane attaccato addosso, che continua a corroderci ed infiacchirci, che riemergerà più o meno camuffato". Nel 1945, Arturo Toscanini dichiarò a Time "Sono fiero di tornare quale cittadino della libera Italia, ma non quale suddito del re degenerato e del principe di casa Savoia."
Il 5 giugno 1944 è una data che segna il passaggio dei poteri dal re al figlio Umberto, che così esercitò le prerogative del sovrano dal Quirinale, senza tuttavia possedere la dignità di re, con Vittorio Emanuele che rimase a Salerno.
Il sovrano, in un estremo ma tardivo tentativo di salvare la monarchia, il 9 maggio 1946, abdicò a Napoli in favore del figlio Umberto II di Savoia circa un mese prima del referendum istituzionale del 2 giugno; l'autenticazione della firma del re, anziché dal Presidente del Consiglio, fu fatta da un notaio (Nicola Angrisano del collegio notarile di Napoli).
La sera stessa s'imbarcò sul Duca degli Abruzzi per raggiungere l'Egitto, in volontario esilio.

### Esilio e morte

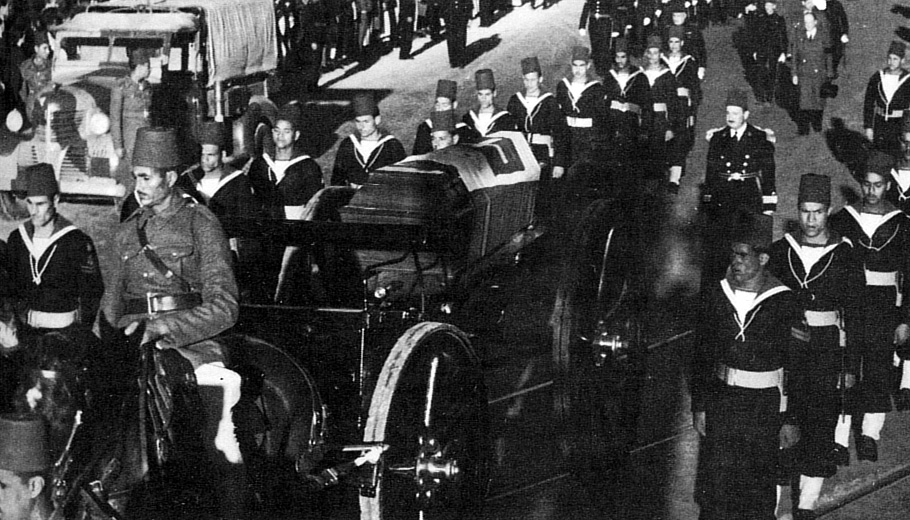
I funerali di Vittorio Emanuele III ad Alessandria d'Egitto

Vittorio Emanuele III si ritirò in esilio con la moglie, prima della consultazione referendaria, ad Alessandria d'Egitto, con il titolo di «Conte di Pollenzo».
Durante l'esilio egiziano il sovrano visitò le zone di guerra dove il Regio esercito aveva combattuto pochi anni prima, fra cui El Alamein.
Morì ad Alessandria il 28 dicembre 1947. Si spense quindi il giorno dopo la firma della Costituzione italiana che, con la XIII disposizione transitoria e finale, avrebbe visto lo Stato avocare a sé i beni in Italia degli ex re di Casa Savoia e delle loro consorti. La morte di Vittorio Emanuele III in una casetta della campagna egiziana fu dovuta — come accertarono i medici — a una congestione polmonare degenerata in trombosi. L'ex sovrano ne soffriva ormai da cinque giorni allorché, il 28, giunse la morte; spirò alle 14:20, dopo essersi sentito male un'ultima volta alle 4:30 del mattino (era sempre stato mattiniero).
Le ultime parole dell'ex re furono: "Quanto durerà ancora? Avrei delle cose importanti da sbrigare", frase che egli rivolse al medico accorso al suo capezzale dopo il sopraggiungere di una paralisi. Qualche giorno prima, precisamente il 23 dicembre, Vittorio Emanuele III aveva invece detto: "Viviamo proprio in un bel porco mondo!"; tali parole furono rivolte al proprio aiutante di campo, il colonnello Tito Livio Torella di Romagnano, e si riferivano al fatto che Vittorio Emanuele aveva notato che nella corrispondenza giunta dall'Italia per le festività natalizie brillavano per la loro assenza alcune missive di personalità da cui, evidentemente, si aspettava gli omaggi.

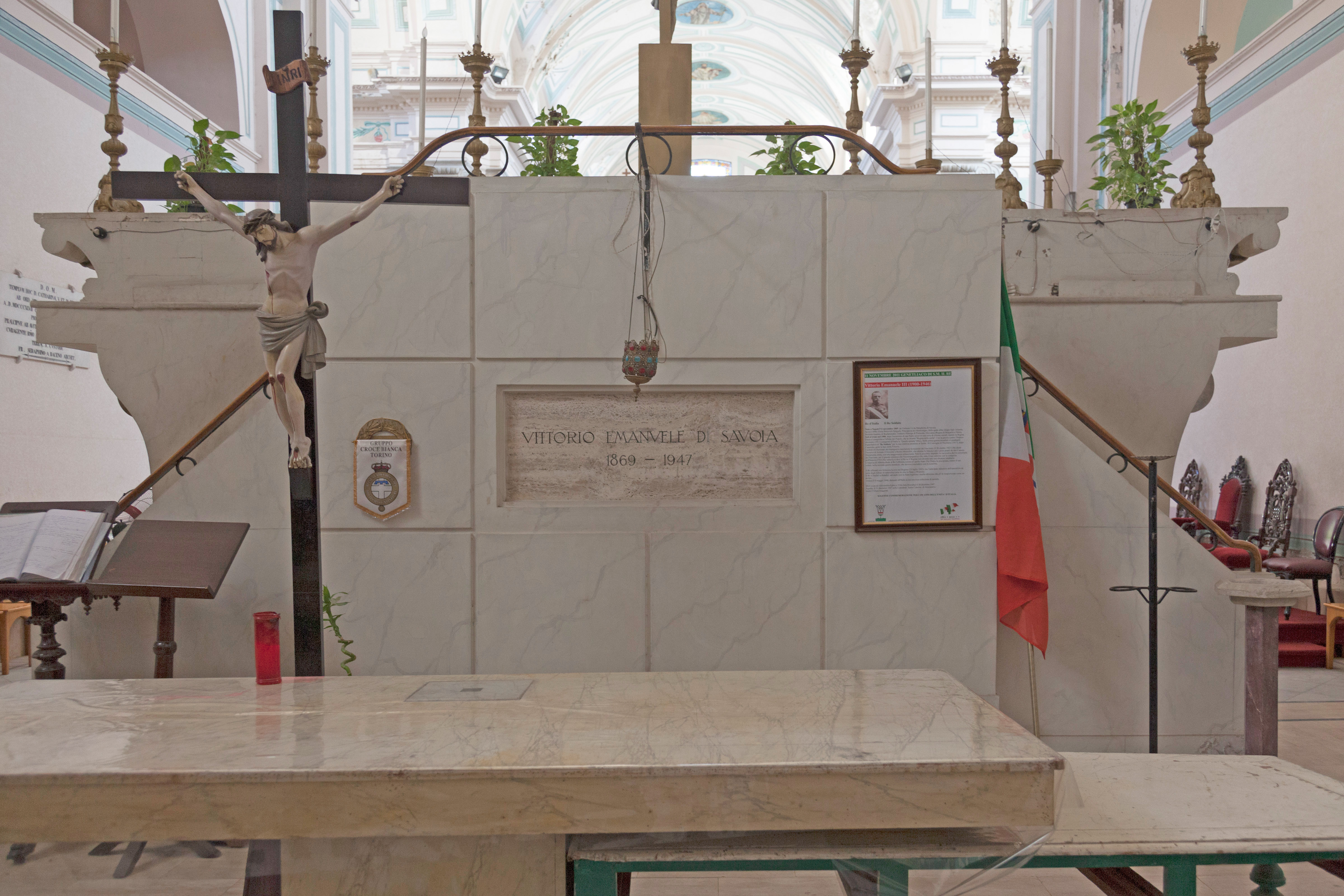
L'ex tomba di Vittorio Emanuele nella cattedrale cattolica latina di Alessandria d'Egitto

La scomparsa di Vittorio Emanuele III limitò ogni avocazione al solo Umberto II. Il re d'Egitto Faruq dispose che il defunto avesse funerali di carattere militare (col feretro cioè disposto su un affusto di cannone e scortato da un'adeguata rappresentanza delle forze armate egiziane); la salma di Vittorio Emanuele III — salutata durante le esequie da 101 colpi di cannone — fu tumulata nella cattedrale cattolica latina di Alessandria d'Egitto. D'altronde, per desiderio dell'estinto, sulla bara non furono deposti fiori; infatti, a chi volle onorarne la memoria, fu consigliato di seguire il suggerimento della regina Elena, ovvero di beneficiare la comunità italiana in Alessandria d'Egitto.

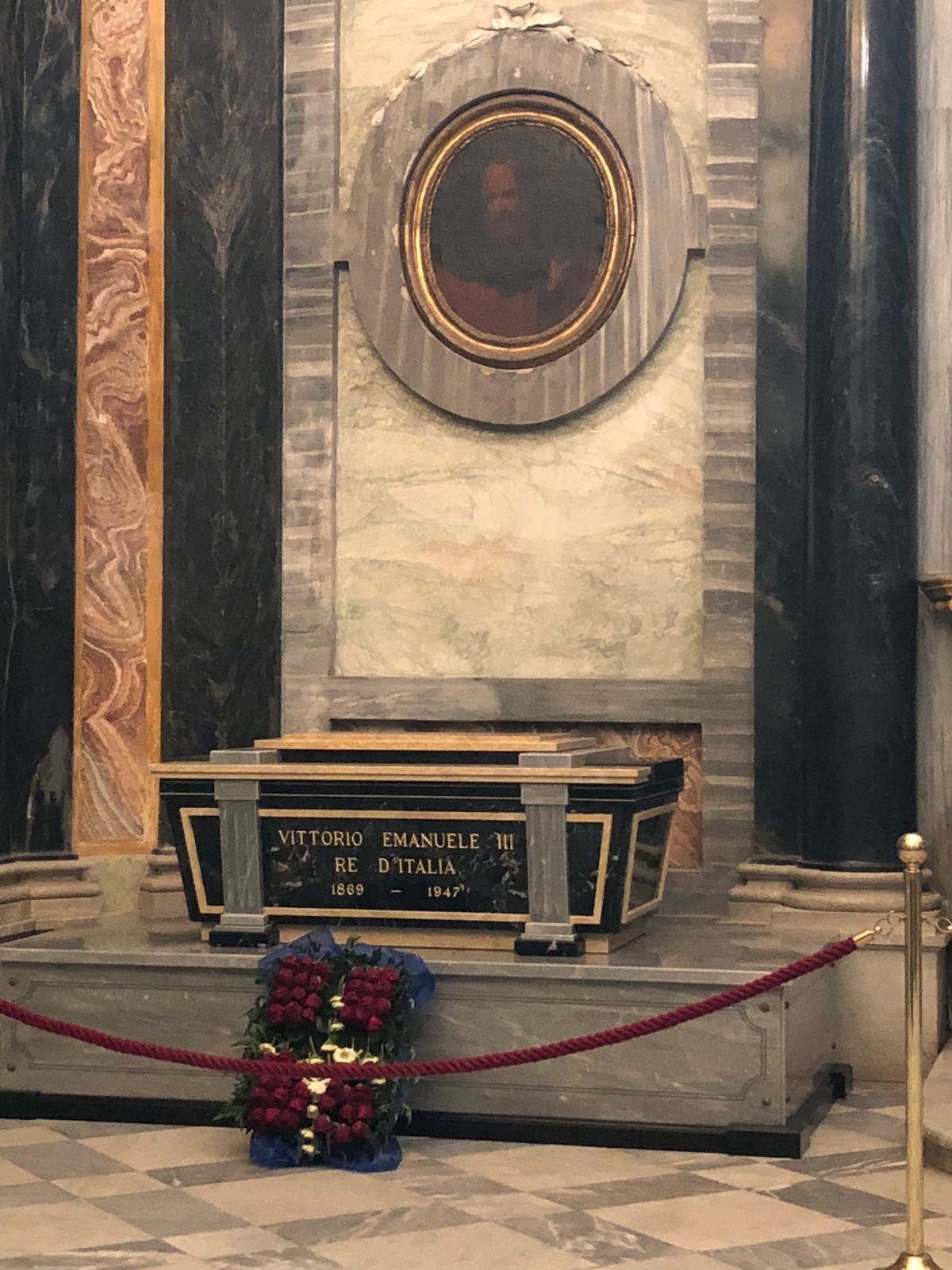
Tomba di Vittorio Emanuele III al santuario di Vicoforte

Il 17 dicembre 2017, quasi in concomitanza con il settantesimo anniversario della morte, la salma di Vittorio Emanuele III è stata rimpatriata a bordo di un aereo dell'Aeronautica Militare Italiana e tumulata nella cappella di San Bernardo del santuario di Vicoforte, a fianco della moglie Elena, i cui resti vi erano stati traslati da Montpellier due giorni prima.
Secondo lo storico americano del fascismo Peter Tompkins, Vittorio Emanuele III sarebbe stato un “massone segreto della loggia di Piazza del Gesù”. Tuttavia, questa diceria pare sia infondata e attribuibile piuttosto a una fantasia giornalistica. Infatti, l'idea secondo cui il Re sarebbe stato massone sarebbe nata, oltre che per il conclamato anticlericalismo del Re (poiché all'epoca essere anticlericali era visto automaticamente come sinonimo di appartenenza alla Massoneria), a causa di un episodio occorso durante il funerale di re Umberto, durante il quale Vittorio Emanuele, spazientito dalla predica dell'officiante, avrebbe esclamato: «Quanto la tirano lunga, questi preti!». Da quella volta il Re fu etichettato come massone anche se, in realtà, non lo era.

## Numismatica

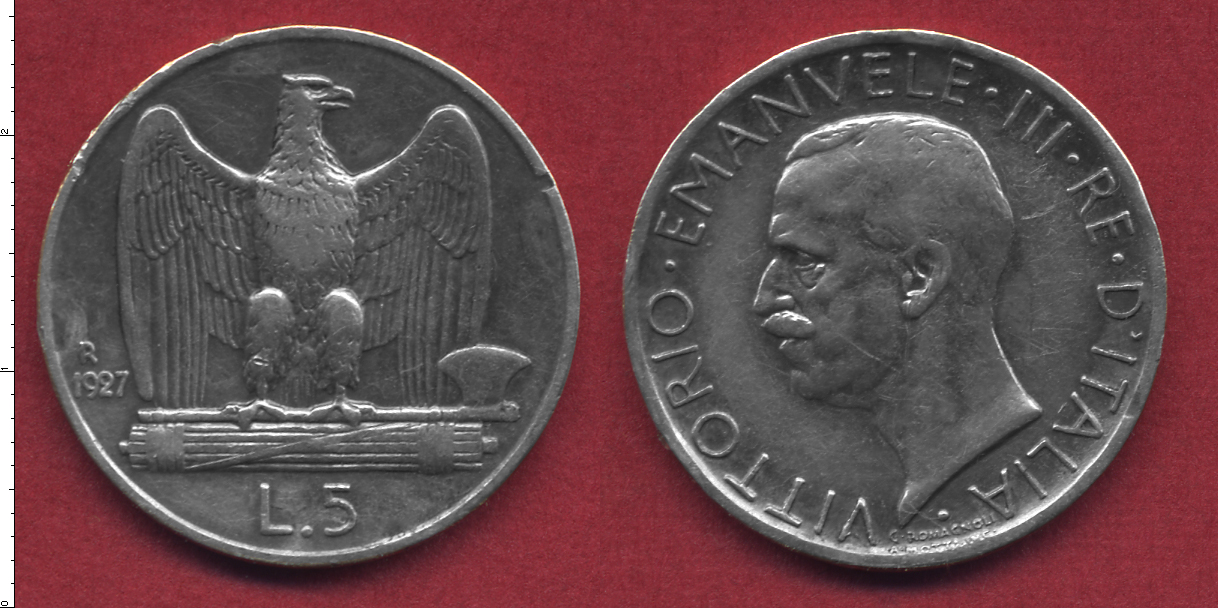
5 Lire del 1927 raffiguranti l'aquila imperiale (a sinistra) e Vittorio Emanuele III d'Italia

Fu studioso di numismatica e grande collezionista di monete. Nel 1900 acquistò dagli eredi la collezione Marignoli composta da circa 35 000 pezzi nei tre metalli. Pubblicò il Corpus Nummorum Italicorum (1909-1943), opera in 20 volumi dove sono classificate e descritte le monete italiane. Lasciò l'opera, incompiuta, in dono allo Stato italiano. La sua attività di numismatico fu premiata nel 1904 con l'assegnazione della medaglia della Royal Numismatic Society.

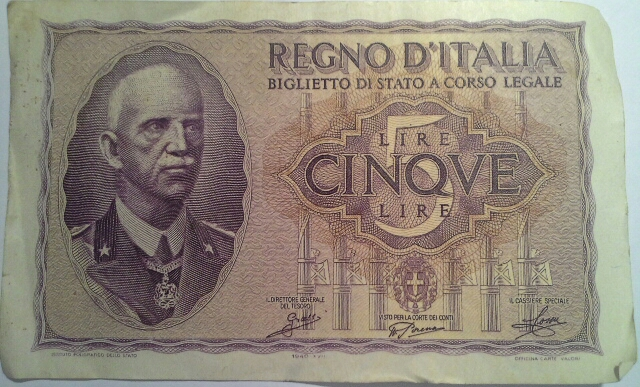
Biglietto di Stato da 5 lire con l'effigie del Re

Volle una monetazione circolante ricca e varia, dando così vita a una vera e propria collezione tra le più belle e seguite. Fece coniare inoltre molte monete in numero limitato esclusivamente per i numismatici. Alla partenza per l'Egitto il 9 maggio 1946, il Re scrisse al presidente del consiglio Alcide De Gasperi: «Signor presidente, lascio al popolo italiano la collezione di monete che è stata la più grande passione della mia vita». Tale collezione è oggi parzialmente esposta nel piano seminterrato di Palazzo Massimo alle Terme a Roma.

## Automobili

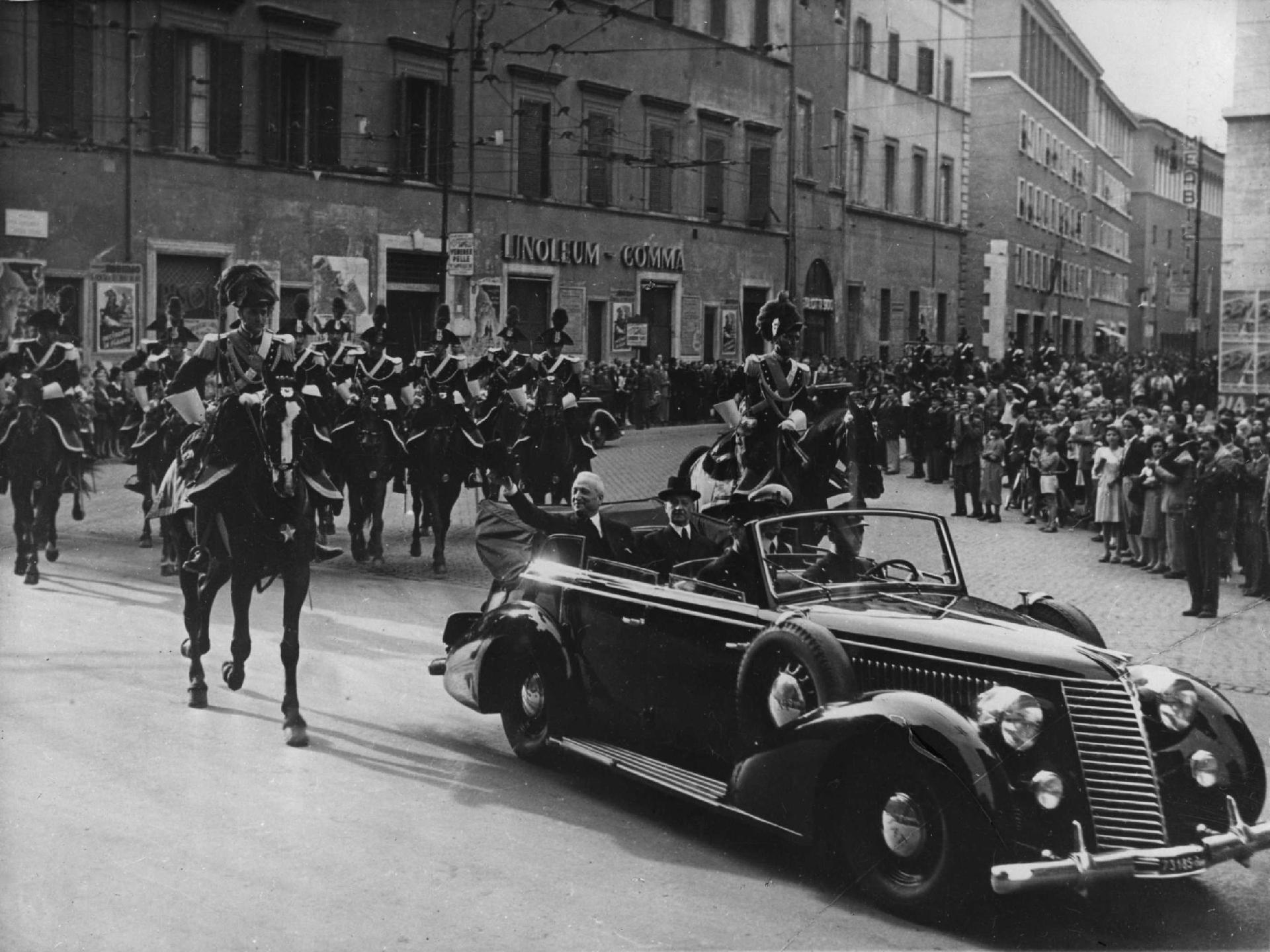
La Fiat Torpedo Alcinoo trasportò il presidente Enrico De Nicola nella prima Festa della Repubblica, il 2 giugno 1947

Fra le passioni di Vittorio Emanuele III c'era anche quella per le automobili, viste come simbolo di autorevolezza regale ed emblema del Made in Italy. Fu lui a ordinare nel 1938 sei esclusive Fiat Torpedo 2.8 cabrio. Alla sua vettura di alta rappresentanza diede il nome di Alcinoo, come uno dei purosangue delle scuderie di Casa Savoia. Il famoso primo viaggio avvenne a Roma nel maggio del 1938 con a bordo Benito Mussolini e Adolf Hitler. A questo mezzo, fortunosamente ritrovato in un garage di Roma nel 1970 dal collezionista Raffaele Bacelliere, è stato dedicato il libro "L'ultima macchina del Re", scritto da Marco Linari, con prefazione di Emanuele Filiberto di Savoia e introduzione di Gabriele Albertini, già sindaco di Milano. La Torpedo, con la fine della monarchia, passò alla presidenza della Repubblica e fu utilizzata dai primi quattro capi di Stato (Enrico De Nicola, Luigi Einaudi, Giovanni Gronchi e Antonio Segni), sino alla sua dismissione avvenuta nel 1962. Il 2 giugno 1947 l'auto Alcinoo fu la grande protagonista della prima Festa della Repubblica.

## Epiteti
Nel suo lungo regno, Vittorio Emanuele III ricevette dalla stampa, da eminenti uomini di cultura o da politici a seconda della corrente filomonarchica o antagonista a questa alcuni epiteti passati alla storia. Gli epiteti propagandistici celebrativi sono legati alla Grande guerra, alla sua assidua presenza al fronte, e alla sua "alta guida" delle operazioni belliche che portarono il Regno alla vittoria sul tradizionale nemico dell'Unità italiana: "Re soldato", "Re di Peschiera", "Re della Vittoria", o semplicemente "Re Vittorioso".
Di riflesso alla sua politica improntata a idee di pace e protezione sociale, fu dipinto come il "Re socialista", e, similmente, per il suo appoggio a Giolitti fu noto come il "Re borghese".
Dopo l'8 settembre fu anche chiamato dai fascisti di Salò "Re Fellone", appellativo che rimase in una certa stampa.

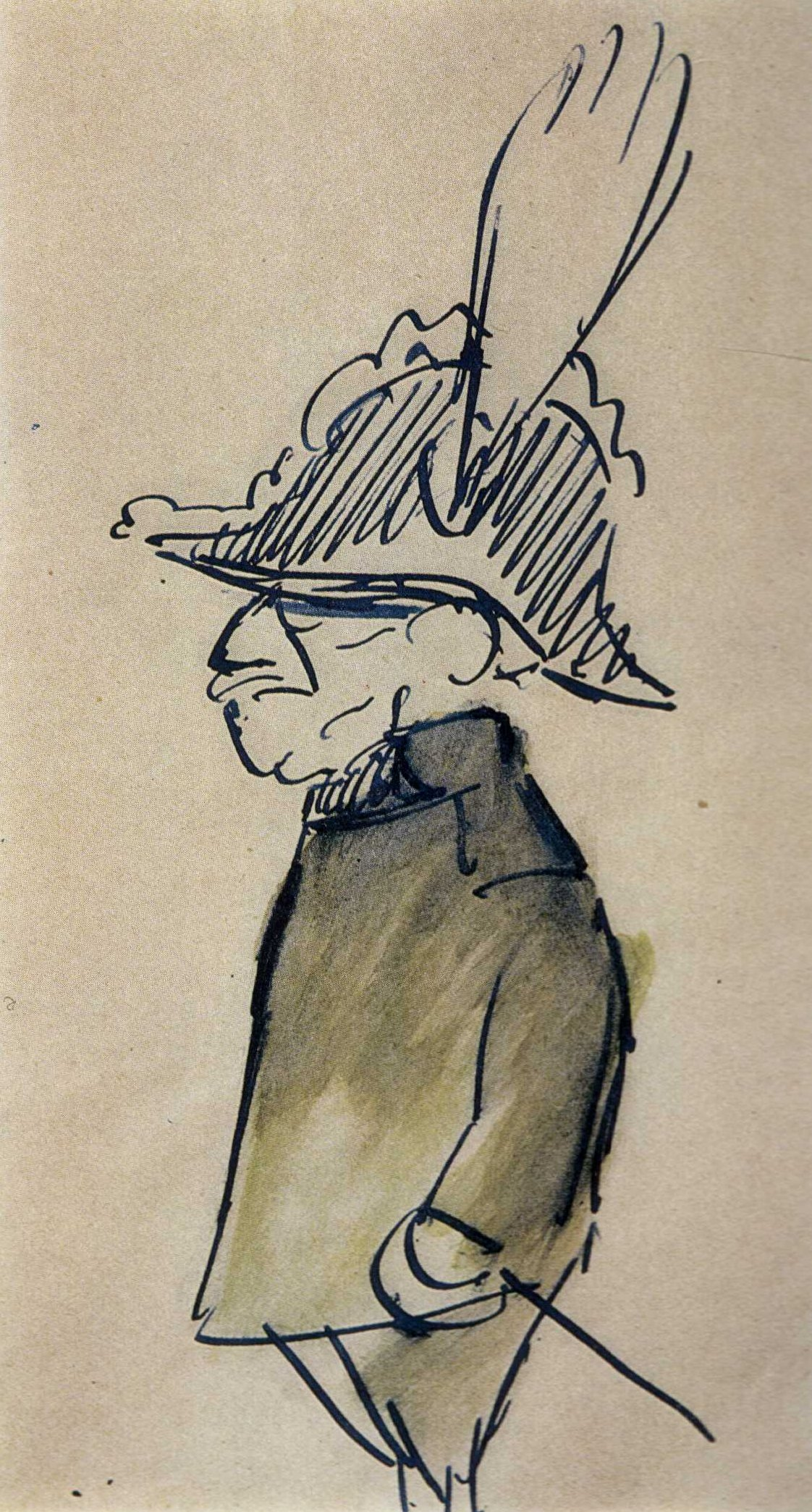
"Re Sciaboletta" in una caricatura dell'epoca

Alcune caratteristiche fisiche furono all'origine di altri nomignoli ideati negli ambienti antimonarchici o frutto di trovate goliardiche. Il Re venne soprannominato "Sciaboletta" a causa della bassa statura (1,53 m), che avrebbe reso necessaria la forgiatura di una sciabola particolarmente corta, per evitare che strisciasse sul terreno. Sempre con riferimento alla statura, fu chiamato "Re Tappo"; Mussolini lo definì il "Re bloccardo".
Similmente, il Duca d'Aosta, riferendosi a Vittorio Emanuele e alla regina Elena (di origine montenegrina), li definì "Curtatone e Montanara", guadagnandosi l'allontanamento da Corte e una missione in Africa.

## Discendenza

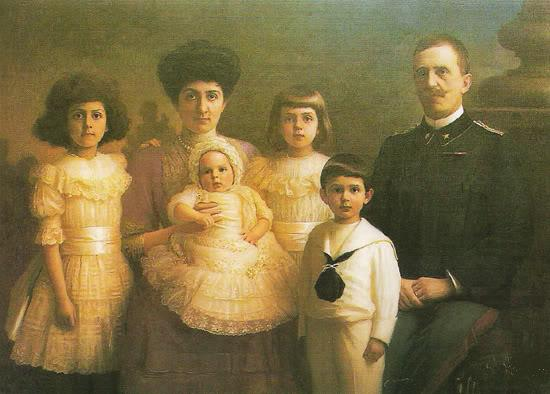
Vittorio Emanuele ritratto con la moglie Elena e i figli Jolanda, Mafalda, Umberto e Giovanna, 1908

Nel 1896 sposò la principessa Elena del Montenegro (1873–1952), figlia di Nicola I, re del Montenegro. Dal loro matrimonio nacquero cinque figli:
- Iolanda Margherita (1901–1986), andata in sposa Giorgio Carlo Calvi, conte di Bergolo, (1887–1977);
- Mafalda (1902–1944), andata in sposa a Filippo d'Assia, langravio d'Assia-Kassel, (1896–1980); morì nel campo di concentramento nazista di Buchenwald;
- Umberto soprannominato Re di maggio (1904–1983), a seguito dell'abdicazione del padre divenne Re d'Italia, sposò la principessa Maria José del Belgio (1906–2001), figlia di Alberto I, re del Belgio;
- Giovanna (1907–2000), andata in sposa a Boris III, zar di Bulgaria (1894–1943), e fu la madre di Simeone II, zar e poi Primo ministro della Bulgaria;
- Maria Francesca (1914–2001), andata in sposa al principe Luigi di Borbone-Parma (1899–1967).

## Ascendenza e osservazioni genetiche
|                                 |                         |                                      | Genitori                             |  |  | Nonni |  |  | Bisnonni                |  |  | Trisnonni                          |  |
|                                 |                         |                                      |                                      |  |  |       |  |  | Carlo Alberto di Savoia |  |  | Carlo Emanuele di Savoia-Carignano |  |
|                                 |                         |                                      |                                      |  |  |       |  |  | Carlo Alberto di Savoia |  |  | Carlo Emanuele di Savoia-Carignano |  |
|                                 |                         | Maria Cristina di Sassonia-Curlandia |                                      |  |  |       |  |  | Carlo Alberto di Savoia |  |  |                                    |  |
| Vittorio Emanuele II di Savoia  |                         |                                      |                                      |  |  |       |  |  | Carlo Alberto di Savoia |  |  |                                    |  |
|                                 |                         | Maria Teresa di Toscana              | Ferdinando III di Toscana            |  |  |       |  |  |                         |  |  |                                    |  |
|                                 |                         | Maria Teresa di Toscana              | Ferdinando III di Toscana            |  |  |       |  |  |                         |  |  |                                    |  |
|                                 |                         | Maria Teresa di Toscana              | Luisa Maria di Napoli e Sicilia      |  |  |       |  |  |                         |  |  |                                    |  |
| Umberto I di Savoia             |                         | Maria Teresa di Toscana              |                                      |  |  |       |  |  |                         |  |  |                                    |  |
|                                 |                         | Ranieri Giuseppe d'Asburgo-Lorena    | Leopoldo II d'Austria                |  |  |       |  |  |                         |  |  |                                    |  |
|                                 |                         | Ranieri Giuseppe d'Asburgo-Lorena    | Leopoldo II d'Austria                |  |  |       |  |  |                         |  |  |                                    |  |
|                                 |                         | Ranieri Giuseppe d'Asburgo-Lorena    | Maria Luisa di Spagna                |  |  |       |  |  |                         |  |  |                                    |  |
| Maria Adelaide d'Austria        |                         | Ranieri Giuseppe d'Asburgo-Lorena    |                                      |  |  |       |  |  |                         |  |  |                                    |  |
|                                 |                         | Maria Elisabetta di Savoia-Carignano | Carlo Emanuele di Savoia-Carignano   |  |  |       |  |  |                         |  |  |                                    |  |
|                                 |                         | Maria Elisabetta di Savoia-Carignano | Carlo Emanuele di Savoia-Carignano   |  |  |       |  |  |                         |  |  |                                    |  |
|                                 |                         | Maria Elisabetta di Savoia-Carignano | Maria Cristina di Sassonia-Curlandia |  |  |       |  |  |                         |  |  |                                    |  |
| Vittorio Emanuele III di Savoia |                         | Maria Elisabetta di Savoia-Carignano |                                      |  |  |       |  |  |                         |  |  |                                    |  |
|                                 | Carlo Alberto di Savoia | Carlo Emanuele di Savoia-Carignano   |                                      |  |  |       |  |  |                         |  |  |                                    |  |
|                                 | Carlo Alberto di Savoia | Carlo Emanuele di Savoia-Carignano   |                                      |  |  |       |  |  |                         |  |  |                                    |  |
|                                 | Carlo Alberto di Savoia | Maria Cristina di Sassonia-Curlandia |                                      |  |  |       |  |  |                         |  |  |                                    |  |
| Ferdinando di Savoia-Genova     | Carlo Alberto di Savoia |                                      |                                      |  |  |       |  |  |                         |  |  |                                    |  |
|                                 |                         | Maria Teresa di Toscana              | Ferdinando III di Toscana            |  |  |       |  |  |                         |  |  |                                    |  |
|                                 |                         | Maria Teresa di Toscana              | Ferdinando III di Toscana            |  |  |       |  |  |                         |  |  |                                    |  |
|                                 |                         | Maria Teresa di Toscana              | Luisa Maria di Napoli e Sicilia      |  |  |       |  |  |                         |  |  |                                    |  |
| Margherita di Savoia            |                         | Maria Teresa di Toscana              |                                      |  |  |       |  |  |                         |  |  |                                    |  |
|                                 |                         | Giovanni di Sassonia                 | Massimiliano di Sassonia             |  |  |       |  |  |                         |  |  |                                    |  |
|                                 |                         | Giovanni di Sassonia                 | Massimiliano di Sassonia             |  |  |       |  |  |                         |  |  |                                    |  |
|                                 |                         | Giovanni di Sassonia                 | Carolina Maria di Parma              |  |  |       |  |  |                         |  |  |                                    |  |
| Elisabetta di Sassonia          |                         | Giovanni di Sassonia                 |                                      |  |  |       |  |  |                         |  |  |                                    |  |
|                                 |                         | Amalia Augusta di Baviera            | Massimiliano I di Baviera            |  |  |       |  |  |                         |  |  |                                    |  |
|                                 |                         | Amalia Augusta di Baviera            | Massimiliano I di Baviera            |  |  |       |  |  |                         |  |  |                                    |  |
|                                 |                         | Amalia Augusta di Baviera            | Carolina di Baden                    |  |  |       |  |  |                         |  |  |                                    |  |
|                                 |                         | Amalia Augusta di Baviera            |                                      |  |  |       |  |  |                         |  |  |                                    |  |

L'albero genealogico di Vittorio Emanuele III ben evidenzia l'elevato livello di consanguineità dei matrimoni contratti nelle generazioni a lui precedenti: tre dei quattro nonni erano cugini di primo grado l'uno con l'altra, avendo tutti e tre per nonni la coppia formata da Carlo Emanuele di Savoia-Carignano e Maria Cristina di Sassonia-Curlandia.

### Ascendenza patrilineare
1. Umberto I, conte di Savoia, circa 980-1047
2. Oddone, conte di Savoia, 1023-1057
3. Amedeo II, conte di Savoia, 1046-1080
4. Umberto II, conte di Savoia, 1065-1103
5. Amedeo III, conte di Savoia, 1087-1148
6. Umberto III, conte di Savoia, 1136-1189
7. Tommaso I, conte di Savoia, 1177-1233
8. Tommaso II, conte di Savoia, 1199-1259
9. Amedeo V, conte di Savoia, 1249-1323
10. Aimone, conte di Savoia, 1291-1343
11. Amedeo VI, conte di Savoia, 1334-1383
12. Amedeo VII, conte di Savoia, 1360-1391
13. Amedeo VIII (Antipapa Felice V), duca di Savoia, 1383-1451
14. Ludovico, duca di Savoia, 1413-1465
15. Filippo II, duca di Savoia, 1443-1497
16. Carlo II, duca di Savoia, 1486-1553
17. Emanuele Filiberto, duca di Savoia, 1528-1580
18. Carlo Emanuele I, duca di Savoia, 1562-1630
19. Tommaso Francesco, principe di Carignano, 1596-1656
20. Emanuele Filiberto, principe di Carignano, 1628-1709
21. Vittorio Amedeo I, principe di Carignano, 1690-1741
22. Luigi Vittorio, principe di Carignano, 1721-1778
23. Vittorio Amedeo II, principe di Carignano, 1743-1780
24. Carlo Emanuele, principe di Carignano, 1770-1800
25. Carlo Alberto, re di Sardegna, 1798-1849
26. Vittorio Emanuele II, re d'Italia, 1820-1878
27. Umberto I, re d'Italia, 1844-1900
28. Vittorio Emanuele III, re d'Italia, 1869-1947

## Titoli

Stendardo del Re d'Italia

Sua Maestà Imperiale e Reale Vittorio Emanuele III, per grazia di Dio e per volontà della Nazione,
- Re d'Italia (1861-1946),
- Re d'Albania,
- Imperatore d'Etiopia,
- Re del Montenegro,
- Re di Sardegna,
- Re di Cipro, di Gerusalemme e di Armenia,
- Duca di Savoia,
- Principe di Carignano,
- Principe d'Acaia,
- Principe di Piemonte,
- Principe di Oneglia,
- Principe di Poirino,
- Principe di Trino,
- Principe e Vicario perpetuo del Sacro Romano Impero,
- Principe di Carmagnola,
- Principe di Montmélian con Arbin e Francin,
- Principe Balì del ducato di Aosta,
- Principe di Chieri,
- Principe di Dronero,
- Principe di Crescentino,
- Principe di Riva di Chieri e Banna,
- Principe di Busca,
- Principe di Bene,
- Principe di Bra,
- Duca di Genova,
- Duca di Monferrato,
- Duca d'Aosta,
- Duca del Chiablese,
- Duca del Genevese,
- Duca di Brescia,
- Duca di Piacenza,
- Duca di Carignano Ivoy,
- Marchese di Ivrea,
- Marchese di Saluzzo,
- Marchese di Susa e di Ceva,
- Marchese del Maro,
- Marchese di Oristano,
- Marchese di Cesana,
- Marchese di Savona,
- Marchese di Tarantasia,
- Marchese di Borgomanero e Cureggio,
- Marchese di Caselle,
- Marchese di Rivoli,
- Marchese di Pianezza,
- Marchese di Govone,
- Marchese di Salussola,
- Marchese di Racconigi, con Tegerone,
- Marchese di Migliabruna e Motturone,
- Marchese di Cavallermaggiore,
- Marchese di Marene,
- Marchese di Modane e di Lanslebourg,
- Marchese di Livorno Ferraris,
- Marchese di Santhià,
- Marchese di Agliè,
- Marchese di Centallo e Demonte,
- Marchese di Desana,
- Marchese di Ghemme,
- Marchese di Vigone,
- Marchese di Villafranca,
- Conte di Moriana,
- Conte di Ginevra,
- Conte di Nizza,
- Conte di Tenda,
- Conte di Romont
- Conte di Asti,
- Conte di Alessandria,
- Conte del Goceano,
- Conte di Novara,
- Conte di Tortona,
- Conte di Bobbio,
- Conte di Soissons,
- Conte dell'Impero Francese,
- Conte di Sant'Antioco,
- Conte di Pollenzo,
- Conte di Roccabruna,
- Conte di Tricerro,
- Conte di Viggiù,
- Conte di Bairo,
- Conte di Ozegna,
- Conte di Barge,
- Conte delle Apertole,
- Barone di Vaud e del Faucigny,
- Alto Signore di Monaco e di Mentone,
- Signore di Vercelli,
- Signore di Pinerolo,
- Signore della Lomellina e Valle Sesia,
- Nobil Uomo e Patrizio Veneto,
- Patrizio di Ferrara,
- Custode della Sacra Sindone.

## Nella cultura di massa
- In alcune immagini del film muto del 1923 The Eternal City si vede Vittorio Emanuele III in persona.
- La figura di Vittorio Emanuele III è interpretata da Giulio Girola nel film del 1973 Il delitto Matteotti.
- La parodia di Vittorio Emanuele è interpretata da Salvatore Furnari nel film del 1978 Quando c'era lui... caro leiǃ.
- Il sovrano compare nella pellicola del 1995 Io e il re impersonato da Carlo Delle Piane.
- Nella miniserie televisiva del 2002 Maria José - L'ultima regina viene interpretato da Massimo De Rossi.
- Nella miniserie tv del 2006 Mafalda di Savoia - Il coraggio di una principessa il re è interpretato da Carlo Dogliani.
- Nella serie tv del 2024 La lunga notte - La caduta del Duce il re è interpretato da Luigi Diberti.
- Nella miniserie M - Il figlio del secolo del 2025 è interpretato da Vincenzo Nemolato.

## Onorificenze

Stemma di re Vittorio Emanuele III d'Italia con il collare dell'Ordine del Toson d'oro e quello dell'Ordine di Carlo III